# ポンティアック・GTO
ポンティアック・GTO（英: Pontiac GTO ）は、1964年から1974年までポンティアック、2004年から2006年までオーストラリアのゼネラルモーターズ・ホールデンによって製造された自動車である。

## 概要
GTOは1960年代から1970年代においての革新的な、そして現代の視点からは古典的なマッスルカーの代表例としてしばしば捉えられる。また、日本においてはマッスルカーというカテゴリーを成立された第一世代のアメリカ車としても認知されている。GTOのうち、1964年から1973年5月まで販売されたモデルはポンティアック・テンペストとポンティアック・ル・マン(en:Pontiac_LeMans)と密接な関連があった。しかし、最終年度である1974年モデルのみはポンティアック・ヴェンチュラ(en:Pontiac Ventura)をベースとしていた。
21世紀にオーストラリアのホールデンより発売されたGTOは、基本的にはホールデン・コモドアのクーペ版であるホールデン・モナーロ(en:Holden Monaro)をベースとしている。
最初のGTOはポンティアックのエンジニアであるラッセル・ギー、エンジン・スペシャリストのビル・コリンズ、チーフ・エンジニアのジョン・デロリアンによって開発された。シェーン・ワイザーは、GTOの開発を思いついた最初の人物であった。1963年前半、GMの経営陣は傘下の関連部門が自動車レース(en:Auto racing)に関与することを禁止する命令を出した。しかし、当時のポンティアックの広告とマーケティング部門は自身の自動車の性能をアピールすることを重視し、レースはその戦略上重要な構成要素と捉えていた。当時、ポンティアックのチーフマーケティングマネージャーとして全米各州での広告・広報活動に当たっていたジム・ワンガースは、自伝"Glory Days,"においてGTOの開発責任が確かにギー、コリンズ、デローリアンの3名にあったことを証言している。そして、GTOの性能イメージをより強調するために、ストリートでのパフォーマンスの向上に注力すべきであると提案した。
そのため、GTOのシャーシはかつてデローリアンが考案したフロント縦置きエンジンにロープドライブとリアトランスアクスルを組み合わせた独特の構成から、従来のフロントにエンジンとトランスミッションを置き、リアアクスルには差動装置のみを配する普遍的なFRレイアウトに回帰した1964年型ポンティアック・テンペストがベースとされ、エンジンはテンペストのV8-326立方インチ（5.3L）の標準エンジン(en:Pontiac_V8_engine)から、フルサイズのポンティアック・カタリーナ(en:Pontiac_Catalina)やポンティアック・ボンネビル(en:Pontiac_Bonneville)用の389立方インチV8エンジン（6.4L）に換装することで、スーパー・テンペストを指向させることとなった。GTOをテンペストの特別な高性能モデルとして販売促進することによって、ポンティアックはスピードに興味のある若者の市場に強い訴求力を発揮できた。
GTOの名称はデローリアンの発案であり、当時非常に成功したレース車両であるフェラーリ・250GTOの影響を受けた。すなわち、イタリア語におけるGran Turismo Omologato（GTクラスで競争するためのホモロゲーション）の頭字語でもある。その名称は、250GTOを信奉に近い感情で見ていたフェラーリの純粋主義者からは「250GTOに対する冒涜に近い行為である」と抗議を受けた。
GTOはシャーシのプラットフォームとしてはGM A-ボディ(en:GM A platform (RWD))ベースの中型車(en:Mid-size car)であり、このサイズのボディに6.4Lもの大排気量エンジンを搭載することは、中型車の最大排気量を330立方インチ（5.4L）に制限している当時のGMの方針に違反するものであった。しかし、当時はGTOそのものがテンペストやル・マンのオプションパッケージであり、標準的な装備を持たない特別車両と捉えられていたことから、開発陣は基本方針には違反していないものと判断した。ポンティアックのゼネラルマネージャー、エリオット・ピート・エステス(en:Pete Estes)はこの新型車を承認した。しかし、GMの基本方針を堅持することを主張する販売マネージャーのフランク・ブリッジは、GTOを飽くまでも例外的な特別限定車として捉え、総生産台数は5,000台に制限すると言って譲らなかった。GTOが商業的に失敗であったならば、エステスは非難されたであろうが、結果としてそれは大成功を収めた。
その後1969年に最初のフルモデルチェンジを受け二代目へ移行、1973年にはGM A-ボディの世代交代により大きなスタイルの変化（実質的な三代目へのフルモデルチェンジ）を受けた。この頃には自動車保険上もマッスルカーには極めて風当たりの強い時代となっており、売り上げは低迷。起死回生策として1974年には小型車のカテゴリーであるGM X-ボディ(en:GM X platform)への転換を模索するが、これは結果的に大失敗に終わり、北米ポンティアックとしてのGTOの歴史は一旦幕を下ろすことになった。
なお、かつて日本国内で発売された三菱・ギャランGTOや三菱・GTOは、Gran Turismo Omologatoの頭字語を持つという意味ではポンティアック・GTOと共通しているが、それ以外には直接的な関係はない。

## 歴史

### 初代（1964-1967年）

#### 1964年式
1964年のモデルイヤーに発表された最初のGTOは、ル・マンのオプション・パッケージとして2ドアクーペ、2ドアハードトップ、及び2ドアコンバーチブルの構成でデビューした。市場の憶測にもかかわらず、ポンティアックはGTOのステーションワゴンは決して作らなかった。
ユーザーはル・マンの価格に296米ドルを上乗せすることで、389立方インチの325馬力V型8気筒エンジンに、カーター製4バレル単装キャブレターとデュアルエグゾースト、クロームメッキ(en:Chrome_plating)されたバルブカバーとエアクリーナーボックス、7枚羽のファンクラッチ(en:Fan_clutch)付き冷却ファン、フロアシフトの3速マニュアルトランスミッション及びハースト・パフォーマンス(en:Hurst_Performance)製シフトレバー、より固いスプリング、より大径のフロントスタビライザー、幅広ホイールと7.50×14インチのワイドタイヤ、二連エアスクープ付きボンネットとGTOエンブレム付きフロントグリルを装備した、ごく基本的なGTOを購入できた。
更にはオプションで4速MT、4速クロスレシオMT、コラムシフト又はフロアシフトのスーパータービン300(en:Super Turbine 300)型2速オートマチックトランスミッションが選択でき、348馬力を発揮するトライパワー(トリパワーとも。en:Tri-Power)・2バレル三連装キャブレター、メタルライニングのブレーキシューを装備したドラムブレーキ、より冷却性能を強化されたラジエーターなど、あらゆるオプションを装備しても約4,500米ドルで購入できた。GTOはこのような高性能を持ちながら、重量はおよそ1600kgほどであった。
ほとんどの自動車メディアのロードテストでは、4速MTのトライパワー車が用いられた。Car life誌の計時ではGTOが0-60マイル(0-97km/h)加速は6.6秒、1/4マイル(en:Dragstrip、所謂ゼロヨントラック)は14.8秒で駆け抜け、最終地点では99マイル(159km/h)であった。しかし、ほとんどのテストドライバーはスローなステアリングレシオに加えてパワーステアリングが用意されていないこと、ノーマルのテンペストと変わらない貧弱なドラムブレーキには辛辣な評価を与えた。カー・アンド・ドライバー誌がミシガン州ロイヤルオークに本拠を置く、エース・ウィルソン率いるロイヤルポンティアックのボブキャットキットを組み込んだGTOを用い、スリックタイヤで1/4マイルを12.8秒、112マイル(180km/h)の最高速度を計測した記事を掲載した際には非常に大きな論争を呼んだ。後の検証ではカー・アンド・ドライバー誌のGTOには、当時のフルサイズポンティアックのオプションであった421立方インチ(6.9L)のエンジンが積まれていたことが示唆されたが、両者の外見はほぼ同じであったため、当時は結論が出ないままに終わった。ジム・ワンガースは、このテストの30年後に出版された自伝"Glory Days,"において、この時の赤いドラッグストライプのボブキャットGTOに421立方インチエンジンが換装されていた疑惑を否定している。その赤いGTOはテスト中に破損してしまい、誰にもボンネットの下を見せたくなかったために、実際のテストでは仕方なくロードコース用の青いGTOを使用し、その間に赤いGTOは1500マイル先のデトロイトに送り返されたとしている。
そのような話題を提供しながら、GTOパッケージは1964年のモデルイヤー開始前にすでに1万台を販売し、その年の総売上台数は3万2,450台に達した。フランク・ブリッジの販売予測は幸か不幸か完全に的外れに終わった。

##### ボブキャット
1960年代、ミシガン州ロイヤルオークでポンティアックのディーラーを営むエース・ウィルソンは、ポンティアック389立方インチエンジンの特別チューニングコンポーネントを提供していた。このコンポーネントはディーラーにて通信販売によって取り寄せて装備することが可能であったため、多くのGTOに装着された。このキットはボブキャット(Bobcat)と名付けられ、専用のエンブレムも付属していた。そのエンブレムの文字はボンネビル(Bonneville)とカタリーナ(Catalina)のエンブレムの文字を即興で組み合わせたものであった。ボブキャットキットは、その後多くの自動車専門誌テスト車両のGTOに組み込まれた。ボブキャットGTOの0-60マイル(0-97km/h)加速は4.6秒であった。これは2005-06年式GTOのATフルノーマル車とほぼ互角の数値である。
ボブキャットでは、高回転域での高出力に対応するため、ディストリビューターの点火進角が3000回転以上で34-36度に制限された。そして、薄いヘッドガスケットによって圧縮比は標準の10.75:1から11.23:1にまで高められた。ヒートライザーの熱がキャブレターに伝わるのを防ぐガスケットも設けられ、大径のキャブレタージェット、高容量のオイルポンプ、ラッシュアジャスターを最大調整時のまま固定することで高回転域でのバルブサージングを防ぐファイバーグラス(en:Glass-reinforced plastic)製のタペットとロックナットなども組み込まれた。
これらの改良が施されたGTOはおおむね30-50馬力出力が向上した。しかし、極めて高い圧縮比を持つことから、ノッキングを防ぐためには100オクタン以上の超ハイオクガソリンを必須とした。これは当時の燃料事情では非常に高濃度のテトラエチル鉛を含んだ有鉛ガソリンが必須であるということでもあった。

#### 1965年式

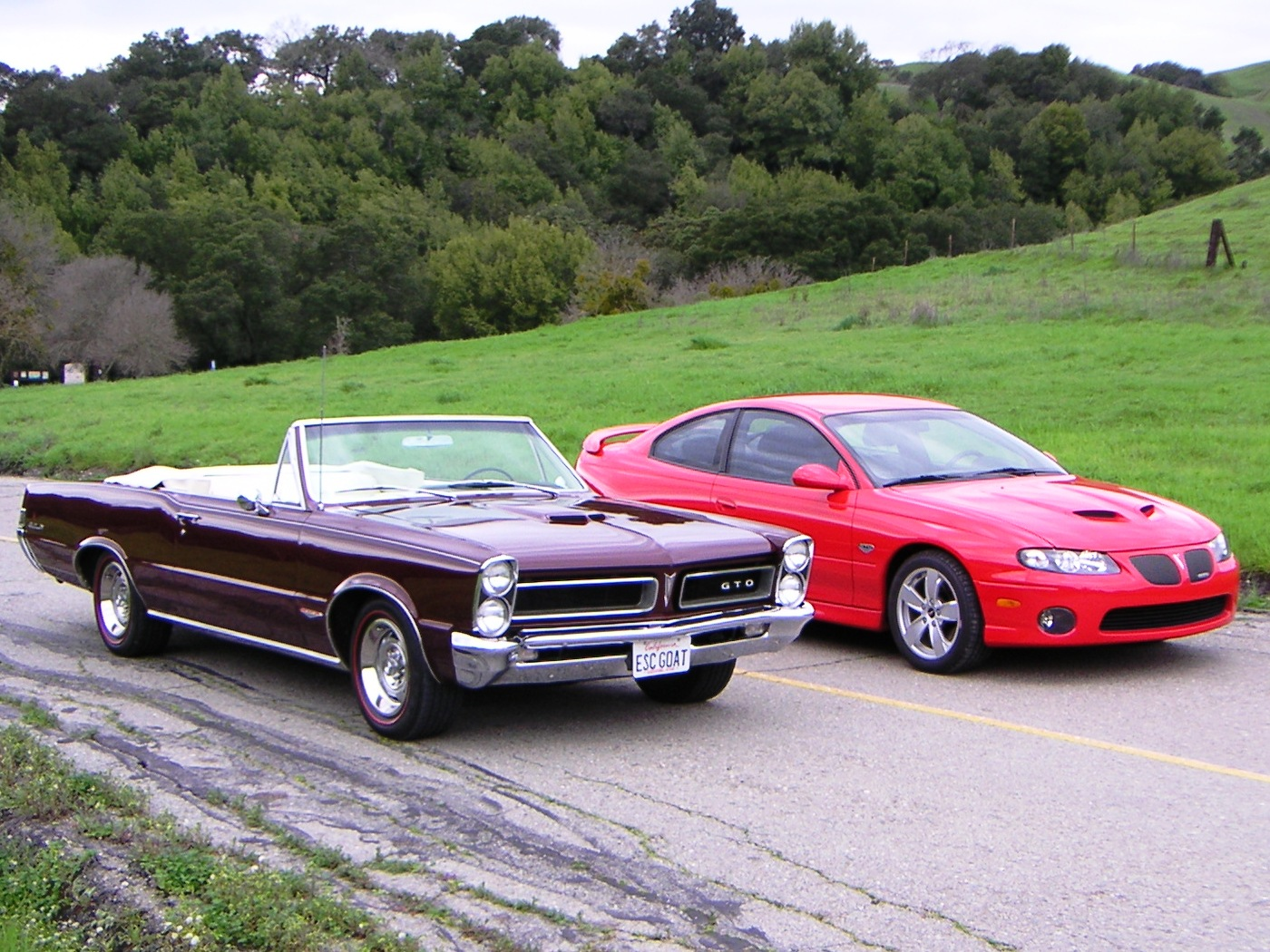
40年の時を越えて邂逅する2台のGTO。1965年式と2005年式

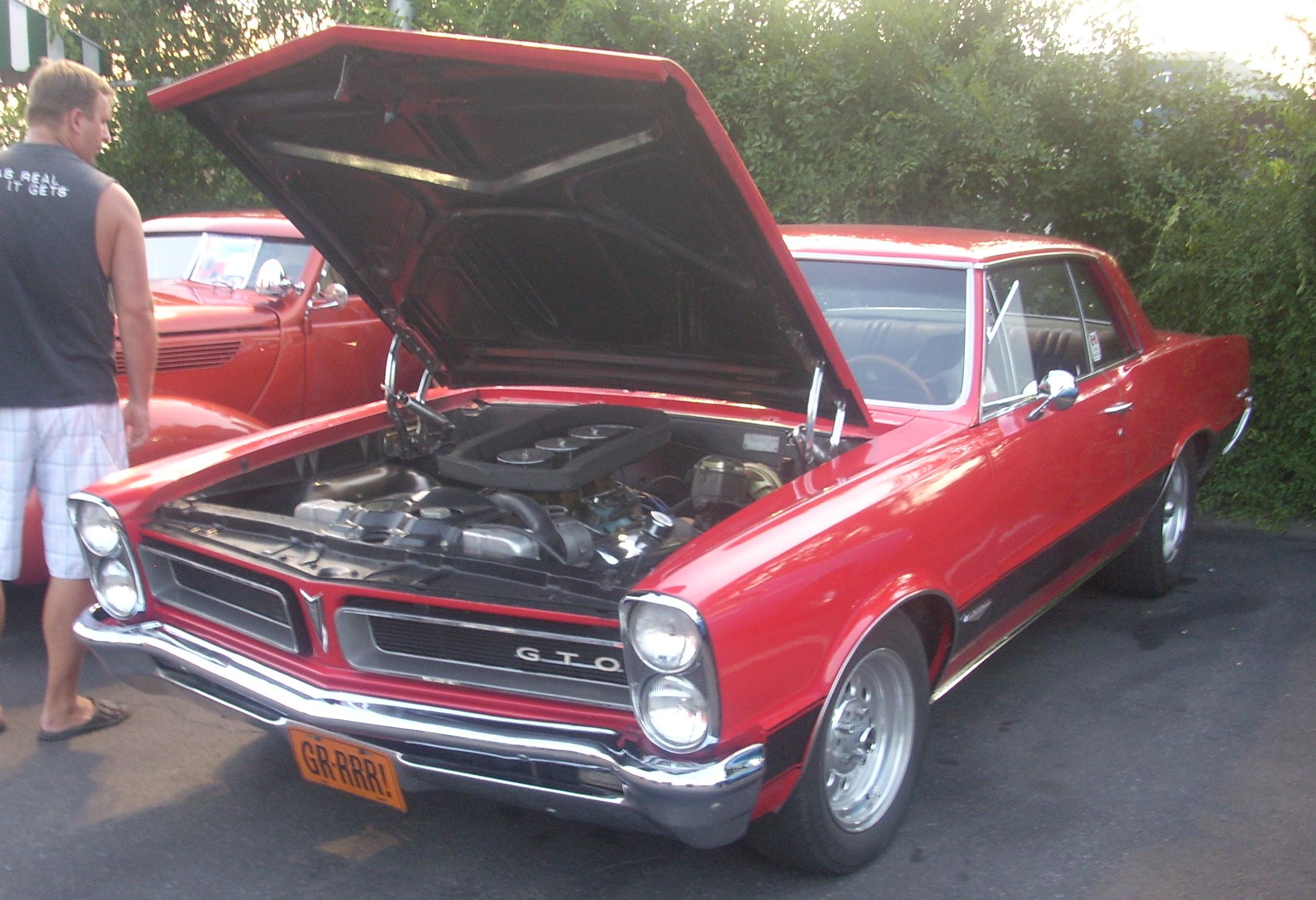
1965年式トライパワー・ハードトップ。ルーフやリアフェンダーのラインはまだ直線的である。エアスクープはコールドエアインテークに改造されている。

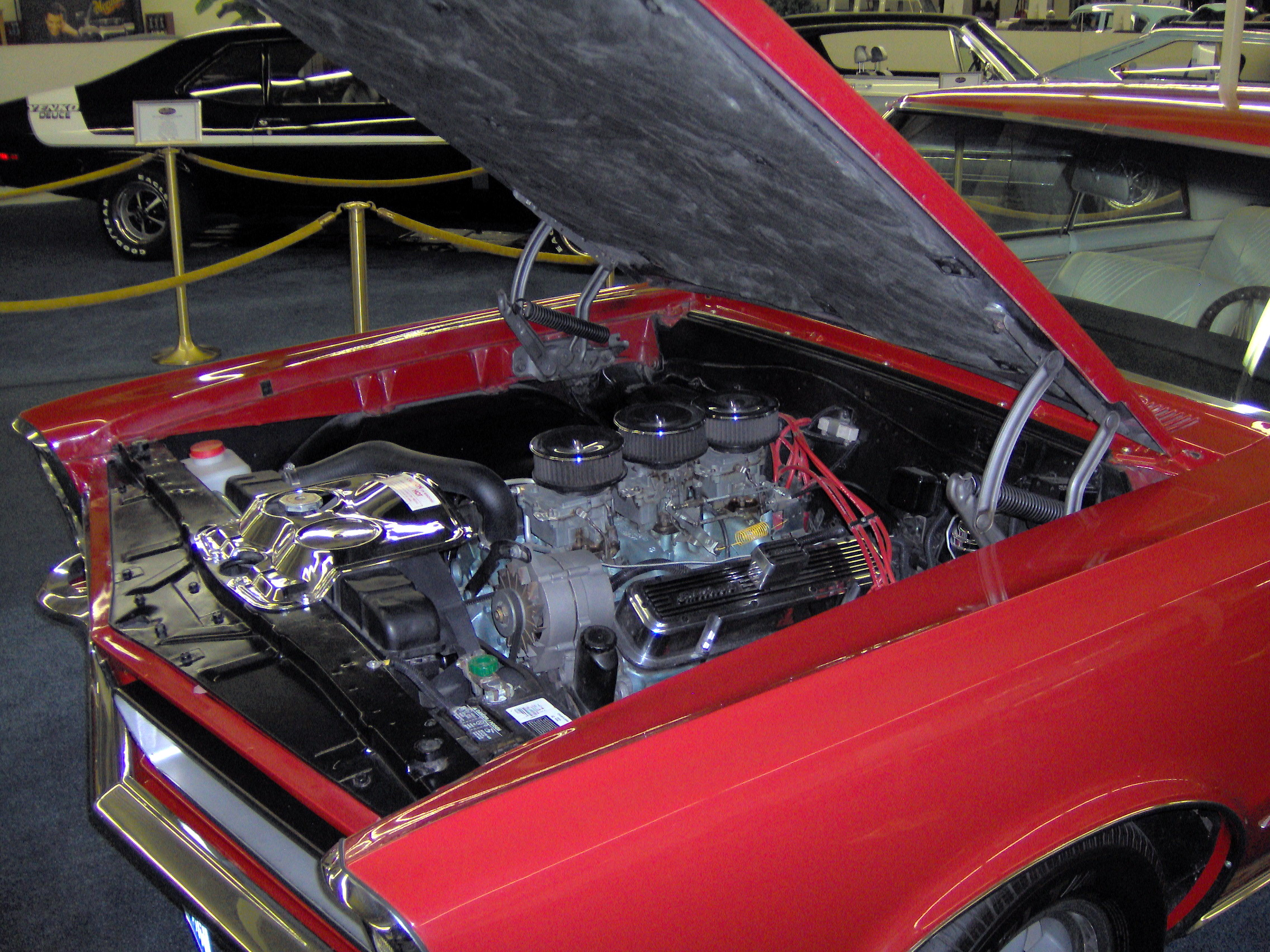
1965年式トライパワーエンジン。この写真からも分かるようにエアスクープは本来はダミーである。

1965年、GTOを含むテンペスト各モデルは最初のフルモデルチェンジを受けた。前年度と同じホイールベースと室内寸法を保持しながらも、全長が7.9cm延長され、ヘッドライトはポンティアックのスポーツモデルの象徴である縦二連型に変更された。車両重量は約45kgの増加となったが、ブレーキシュー面積も約15%増加された。また、ダッシュボードのデザインも改良され、オプションでより視認しやすいタコメーターと油圧計が組み合わされたラリー・ゲージ・クラスター(rally gauge cluster)が86.08米ドルで提供された。
389平方インチエンジンはシリンダーヘッドの吸気ポートの改良を受け、吸気量が増加したことで4バレルキャブのノーマルエンジンで335馬力/5000rpmに出力が向上、トライパワー仕様では360馬力/5200rpmとなった。最大トルクはノーマルエンジンが58.64kg-m/3200rpm、トライパワー仕様が59.61kg-m/3600rpmで、後者の方が若干高回転指向であった。変速機は前年通りであったが、3速クロスレシオMTが新たに選択できるようになった。
スタイルが一新されたGTOは、新設計のボンネットエアスクープを装備していた。新型エアスクープはキャブレターの直上に配置されていたため、稀にディーラーの手によってボンネットの裏に金属製の導風板とガスケットが設置される場合もあり、本来装飾的な意味合いであったエアスクープがより機能的に冷たい走行風をエアインテークへ取り込むコールドエアインテーク(en:Cold_air_intake)の役割を果たした。エアスクープの高さは余り高くなく、その効果が疑問視される場合もあったが、結果的にはより冷たく密度の濃い吸入空気を受け入れることで、出力の向上に多少なりとも貢献した。
Car life誌は1965年式GTOトライパワー仕様に当時最も理想的と思われたオプションを組み込んだ車両でロードテストを行った。この時の仕様は4速クロスレシオMT、パワーステアリング、メタルライニングブレーキ、ラリーホイール、最終減速比4.11のリミテッドスリップデフ(LSD)、そしてラリー・ゲージ・クラスターであり、車両価格は3643.79米ドルであった。このテスト車両には二人のテストドライバーが乗り組み、0-60マイル(0–97 km/h)加速は5.8秒、1/4マイルトラックは14.5秒で走破し最終地点速度は100マイル(160km/h)、最高速度試験はレッドゾーン6000rpmまで回し切って114マイル(180km/h)を記録した。モータートレンド誌(en:Motor Trend)は、テスト車両に4バレルキャブレター、2速AT、オープンデフというやや不利な条件のグレードを選択した。この車両は0-60マイル加速は7秒、1/4マイルトラックは16.1秒で最終地点速度は89マイル(142.4km/h)であった。
1965年式GTOへの大きな批判は、相変わらずスローなステアリングレシオ（17.5:1、4回転ロック・トゥ・ロック）と、平凡なブレーキに関するものであった。Car life誌のテストではメタルライニングブレーキは必要十分としていたが、モータートレンド誌とRoad Test誌ではオーガニック素材のライニングと標準的なブレーキドラムが使用され、高速走行では極めて不十分であると批判された。
1965年式GTOの出荷台数は、多くのコマーシャルソングと様々なノベルティグッズを含んだ膨大な広告宣伝戦略によって、7万5,342台と前年の2倍以上になった。この頃には、他のGM部門とその競争相手内で、多くのライバル車が生まれていた。

#### 1966年式

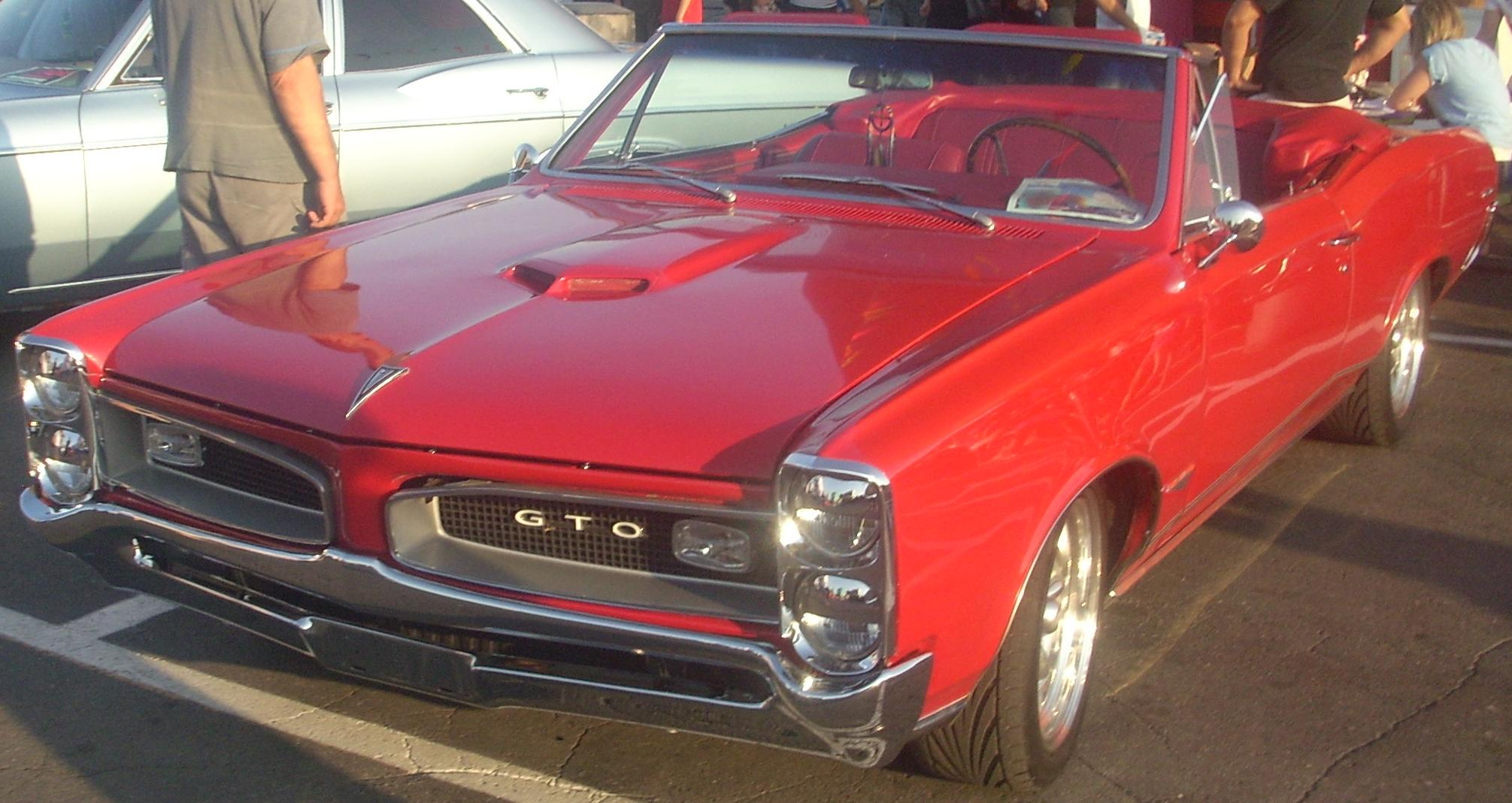
1966年式コンバーチブル

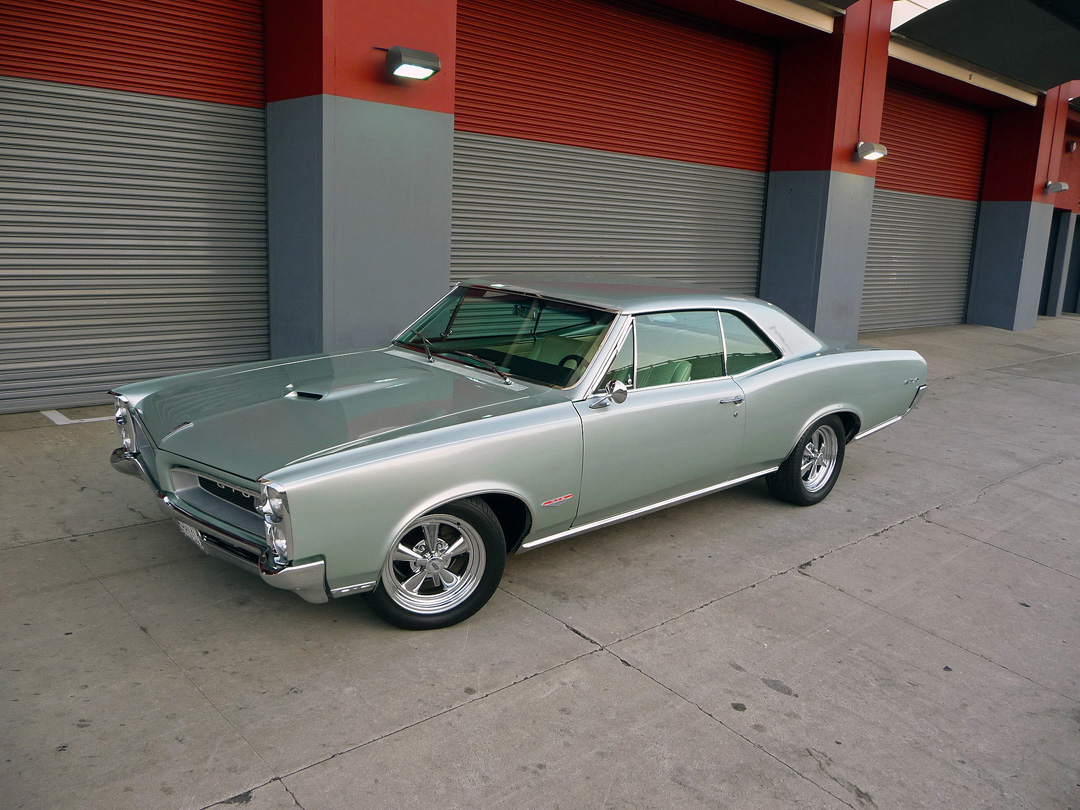
1966年式ハードトップ。丸みを帯びたグリルと流麗なコークボトルラインが特徴

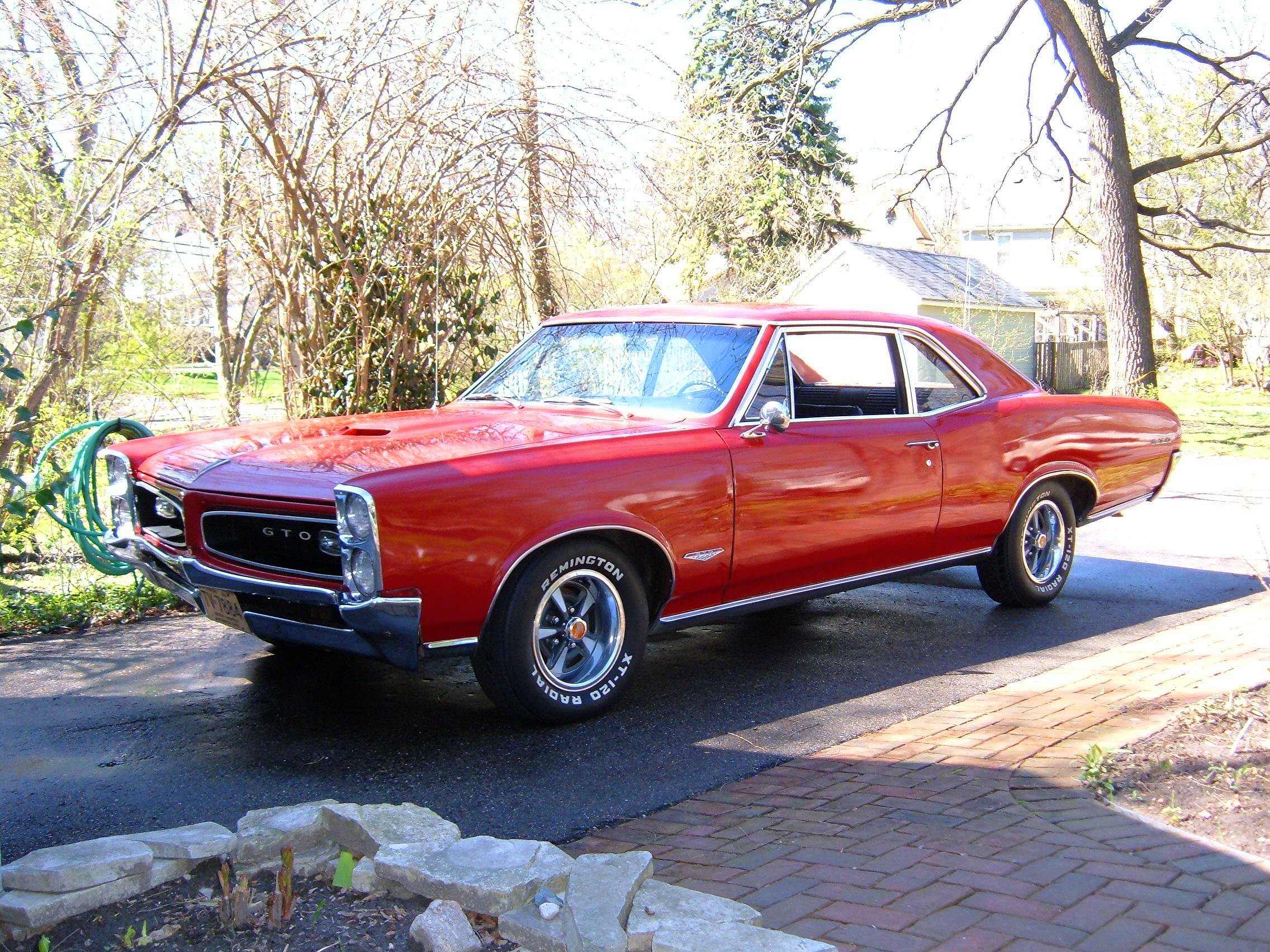
1966年式スポーツクーペ。ドアピラーの有無程度しか外見上の違いは無い

GTOを始めとするポンティアックの中位ラインナップは1966年に一斉にスタイリングの改良を受けた。GTOもより女性的な曲線で構成されたボディラインに跳ね上げられたリアフェンダー、そして僅かなトンネル形状のテールライトで締め括られたコークボトル(en:Coke bottle styling)スタイルが施された。また、テールライトには独特のルーバー形状のカバーが装着され、一目でGTOと分かる特徴的なリアビューを形成した。車両サイズは全幅が189cmに拡大し、全長が524cm、ホイールベースが292cmとなり、後軸のトレッドは2.5cm拡大された。全体的な車重は前年とほぼ同じであった。
1966年式GTOは独自のグリルとテールライトを持つスタイリングと、スポーツクーペ、ハードトップ、コンバーチブルを選択できる構成は以前のままではあったが、既存車種のオプションパッケージ(en:Performance package)としてではなく、正式な独立車種として扱われるようになった。そして前年までのポットメタル(en:Pot metal)とアルミニウム製フロントグリルが業界で初めてプラスチック製に取り替えられた。新しいストラト・バケットシートはより高くより薄いシートバックを持つ座席で、快適性向上のため凹凸のあるクッションと調節可能なヘッドレストが新しいオプションとして追加された。メーターパネルは再設計と統合化が進められ、イグニッション・スイッチもダッシュボードの左端からステアリング・ホイールの右側へ移動された。4ポッドメーターを始め、ダッシュボードはウォールナット装飾板によって高級感が強調された。
389トライパワー・エンジンが搭載された最後の年式であったが、新たにラムエアインテークと744ハイリフトカムシャフトを装備したラムエアー・パッケージの、XSエンジンオプションが追加された。GM内規に配慮したカタログスペックが書かれたため、今日では幾分過小評価がちであるが、このラムエアー・パッケージは4バレル車であっても非ラムエアーのトライパワー車と同等の360馬力を発揮したといわれている。変速機は前年の3速クロスレシオMTが無くなり、新たに3速コラムMTが加わった。
1966年モデルイヤーの売上高は、9万6,946台まで増加した。これはGTO全年式でも最大の出荷台数である。ポンティアックは広告戦略の一環で「GTOタイガー」なるイメージ広告でGTOを積極的に宣伝したが、若者の市場では逆に「ゴート（やぎ）」というあだ名で呼ばれた。ポンティアックは広告でこの新しいあだ名を利用しようとしたが、「余りにも悪ふざけが過ぎる」としてGM重役陣に拒否された。

#### 1967年式

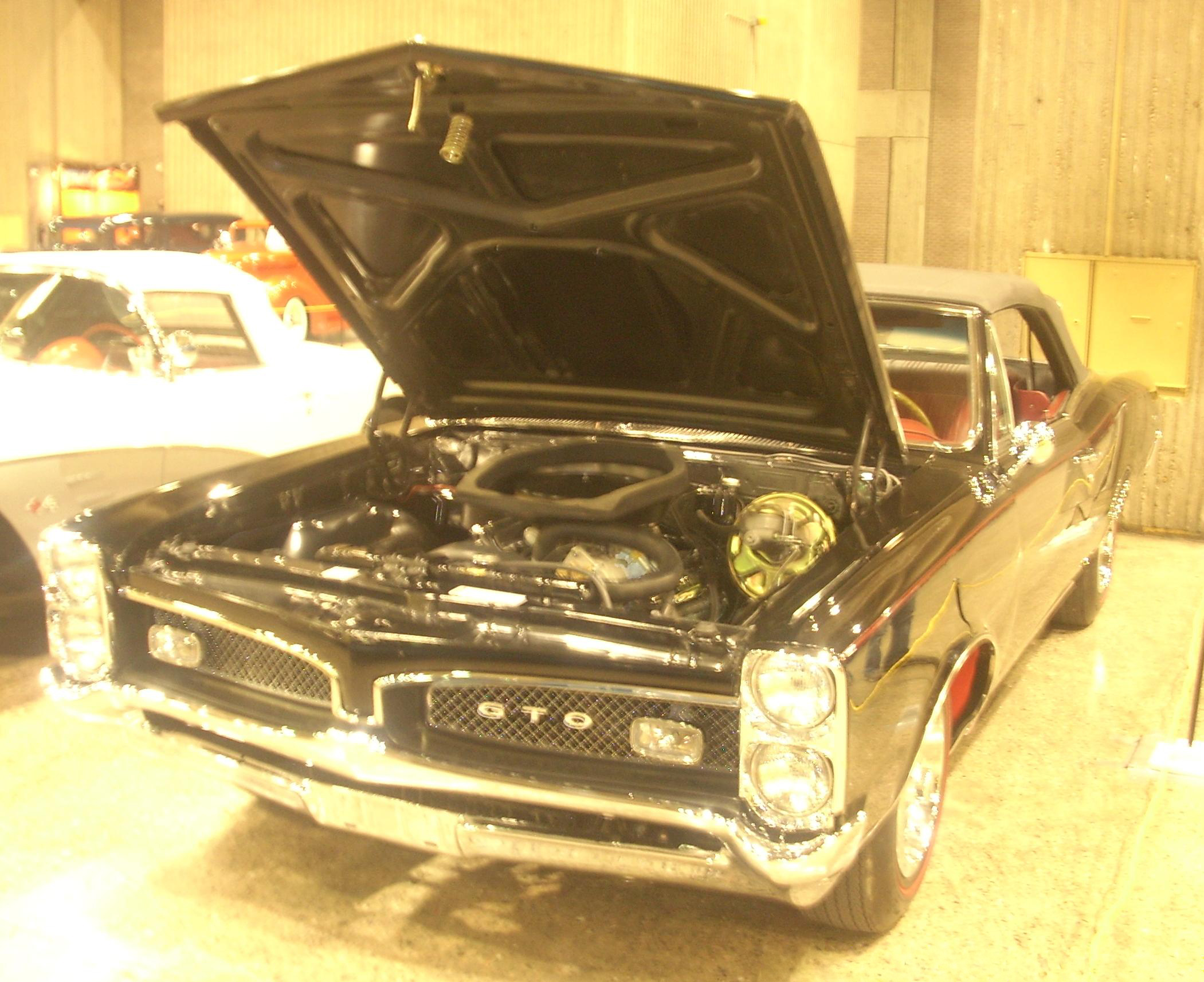
1967年式コンバーチブル

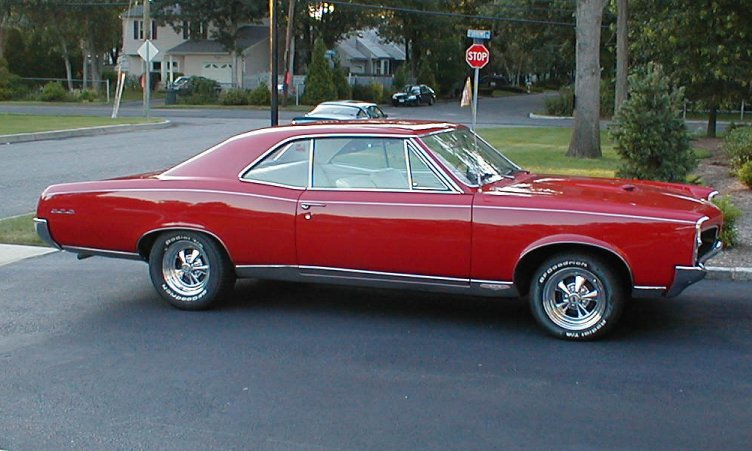
1967年式ハードトップ。フェンダーのエンブレムの位置変更以外は外見に変化はない。

1967年式はボディラインは前年通りのままであったが、ルーバーに覆われたテールライトが8連式となり、両サイドに4灯ずつが配置される形に変更された。ラリーIIホイールと塗装されたホイールナットは引き続きオプションとして選択できた。フロントフェンダー後部のGTOエンブレムはクロームメッキされたロッカーパネル上に移動された。
特徴あるボディスタイルは基本的に不変のままであったが、メカニズムはいくつかの重要な変化があった。シボレー・コルベットを除く全ての車種で連装キャブレターの装着を禁止することが会社の政策として決定され、トライパワー・エンジンはロチェスター社(en:Rochester Products Division)製クアドラジェット(en:Quadrajet)4バレルキャブレターと交換されることとなり、GTOは深刻なエンジンパワー低下が問題になった。これを補完するために389エンジンはわずかながらボアアップを施され、シリンダー内径4.12インチ(104.7mm)の400立方インチ 6.6L V8エンジンに移行した。ユーザーはこの400エンジンをエコノミー、スタンダード、ハイアウトプット(High Output、HOエンジンとも)の3種類から選択することになったのである。
400エコノミーエンジンは2バレルシングルキャブレターを装備し、圧縮比が標準の10.75:1から8.60:1に落とされていることや、非常にハイギアードな最終減速比のデフが組み合わされていることが特徴で、最高出力は255馬力/4400rpm、最大トルクは54.86kg-m/4400rpmとおとなしい数値であるが、レギュラーガソリンの使用を許容するランニングコストの安さが最大の利点であった。400スタンダードエンジンは4バレルキャブレターで最高出力は335馬力/5000rpm、最大トルクは60.98kg-m/3400 rpm。400 HOエンジンは最高出力360馬力/5100rpm、最大トルクは60.57kg-m/3600rpmとなった。また、排ガス規制対策機器が、カリフォルニア州向けのGTOにのみ装備された。新エンジンはテスター上ではほとんどパフォーマンスの違いが見られなかったが、トライパワーの特徴的な吸気音と咆哮のような排気音は消え去った。ラムエアーパッケージはラムエアーIとして引き続き選択可能であり、出力はHOエンジンと同じ360馬力であった。
また、1967年式は連邦法の改正によって、新たな安全基準の元でいくつかの安全装備が実装された。ストラト・バケットシートとメーターレイアウトはそのままであったが、ステアリングコラムは衝撃吸収型となり、ステアリング・ホイール自体も衝撃吸収タイプとなった。ダッシュボードにも衝撃吸収パッドが取り付けられ、各コントロールノブからは尖った部分がなくなった。4種類のハザードランプ機能も取り付けられた。テンペストと共通の非力なドラムブレーキは、オプションでディスクブレーキに変更することが可能となった。
2速ATはターボハイドラマチック(en:Turbo-Hydramatic)TH-400型3速ATに変更された。TH-400のフロアシフト車には"his/hers"シフターと称されたハースト社製デュアルゲートシフトノブが装備された。これはDレンジによる自動変速と手動変速を任意に選択することが可能であり、当時としては非常に革新的なものであった。MTのラインナップは前年通りであった。
1967年式は引き続きハードトップ、スポーツクーペ、コンバーチブルの3つのボディスタイルが選択でき、ハードトップ65,176台、コンバーチブル9,517台、スポーツクーペ7,029台を生産、総生産台数は8万1,722台で高い水準を維持した。

### 2代目（1968-1972年）

#### 1968年式
1968年、GMはA-ボディを全面的に再設計し、GTOもより女性的な曲線をもったファストバックスタイルとしてフルモデルチェンジ、二代目へと移行した。初代の292cmのホイールベースは二代目2ドアモデルでは284cmまで短くなった。全長は150mm短く、高さは12mm低くなった。しかし、全体的な重さはおよそ34kg重くなった。ポンティアックは馴染みの深い縦二連ヘッドライトを廃止し、初代1964年モデルと同様の横二連ヘッドライトに回帰した。そして、オプションでフロントグリルの裏にライトが隠れる独特のリトラクタブルヘッドライトを設定した。このヘッドライトは極めてポピュラーなオプションとして普及した。ボンネットエアスクープは、突き出した鼻のようなフロントグリルからボンネットを二分するバルジによって二又に分かれたラインを通り吸気するデュアルスクープ形状となった。
ユニークな特徴は「エンデューラ」と呼ばれるフロントバンパーであった。それは、低速であれば形状の変化なしに衝撃を吸収するように設計されており、史上初のボディ同色衝撃吸収バンパーでもあることをポンティアックは広告でも宣伝した。しかし、珍しい選択肢ではあったが、GTOはこのエンデューラバンパーを削除する「エンデューラ・デリート」でも注文することができ、その場合には、ル・マンと共通のクロームメッキバンパーとフロントグリルが取り付けられた。これらの装備によって二代目は側面から見た際の女性的な曲線のコークボトルラインが更に強調された。
パワートレインのラインナップは原則として1967年式と同じではあったが、スタンダードエンジンの出力は350馬力/5000rpm、エコノミーエンジンも265馬力/4600rpmまで向上した。この年度の中頃、ラムエアーIIとして知られる新しいラムエアパッケージを装備できるようになった。それはより強力な吸排気を実現する円形の吸排気ポートを持つシリンダーヘッドと、041ハイカムが装備された。実際の出力はかなりの向上を見せていたはずであるが、カタログスペック上の馬力は6馬力の向上(366馬力)に留められていた。変速機は3速コラムMTがなくなった以外は前年と変わらなかった。
1967年式からもう一つの繰越された装備は、4ピストンキャリパーのディスクブレーキであった。大部分の1968年モデルはドラムブレーキのままであったが、この稀なオプションを装備したGTOは強力なストッピングパワーを有することになった。このオプションは同期間の他のGM A-ボディ車でも設定された。また、1968年式は三角窓が装着された最後のモデルイヤーでもあった。この三角窓はクランク操作で開閉でき、ウイングの愛称で呼ばれていた。
1968年式のGTOのボンネットには「タック・アナザー」と呼ばれるワイパーが装備された。このワイパーは普段はボンネット後方端部の下に隠されているフルコンシールドワイパーであり、
世界的にはブリティッシュ・レイランドのオースチンとトライアンフの後塵を拝することになったが、北米ではGTOが初の搭載車種でもあった。もう一つの人気のオプションは1967年モデルから登場していたボンネット搭載のタコメーターであった。このタコメーターはフロントガラスの前に位置しており、夜間は明るくライトアップされた。インダッシュ型のタコメーターも装備可能であったが、フードタコメーターは当時の若者の間でちょっとしたステータスシンボルとなった。
レッドライン社製のバイアスタイヤは1968年式の標準装着品であったが、追加費用なしでホワイトウォールタイヤ(en:Whitewall tire)に取り替えることもできた。また、乗り心地とハンドリングが改良されたラジアルタイヤもオプション設定された。しかしこのラジアルタイヤは製造元のBFグッドリッチで幾つかの重大な製造工程ミスが発覚し、1968年いっぱいでオプション設定は打ち切られ、その後ポンティアックは小型車に移行した1974年式でオプション採用するまで、中型車としてのGTOにラジアルタイヤを再びオプション設定することはついになかった。
Hot Rod誌は4速MT、スタンダードエンジンのGTOをテスト車両に選択。工場出荷状態の車両で1/4マイルを14.7秒、最終地点速度は97マイル(156km/h)を計測した。モータートレンド誌は4速MT、ラムエアーII、4.33レシオリアデフのモデルで1/4マイル14.45秒、最終地点速度98.2マイル(158km/h)を計測。また、スタンダードエンジン、ターボハイドラマチック3速AT、3.23レシオリアデフのモデルでは1/4マイル15.93秒、最終地点速度88.3マイル(142.1km/h)を計測した。テスターの評価は二つに分かれた。Hot Rod誌は「ポンティアック史上最高にバランスの取れた車体」と絶賛した一方で、Car Life誌はノーズが重過ぎてアンダーステアであり、なおかつダンパーの減衰も不十分であると手厳しく評価した。
1968年1月1日以降、米国内で販売される全ての車両に対して新しい安全規則が適用され、GTOにも3点式シートベルトとサイドマーカーライトの装着が義務付けられた。GTOはこの年のモータートレンド・カー・オブ・ザ・イヤー(en:Motor Trend Car of the Year)を受賞し、最終的な出荷台数もGTO史上2位である87,684台となり堅調な売り上げをキープしていた。しかし、GTOはGM内他部門のみならずフォード、ダッジ、プリムスのライバル車の猛追に晒されることにもなった。特にプリムス・ロードランナーはその低価格から強力なライバルとなっていった。

#### 1969年式

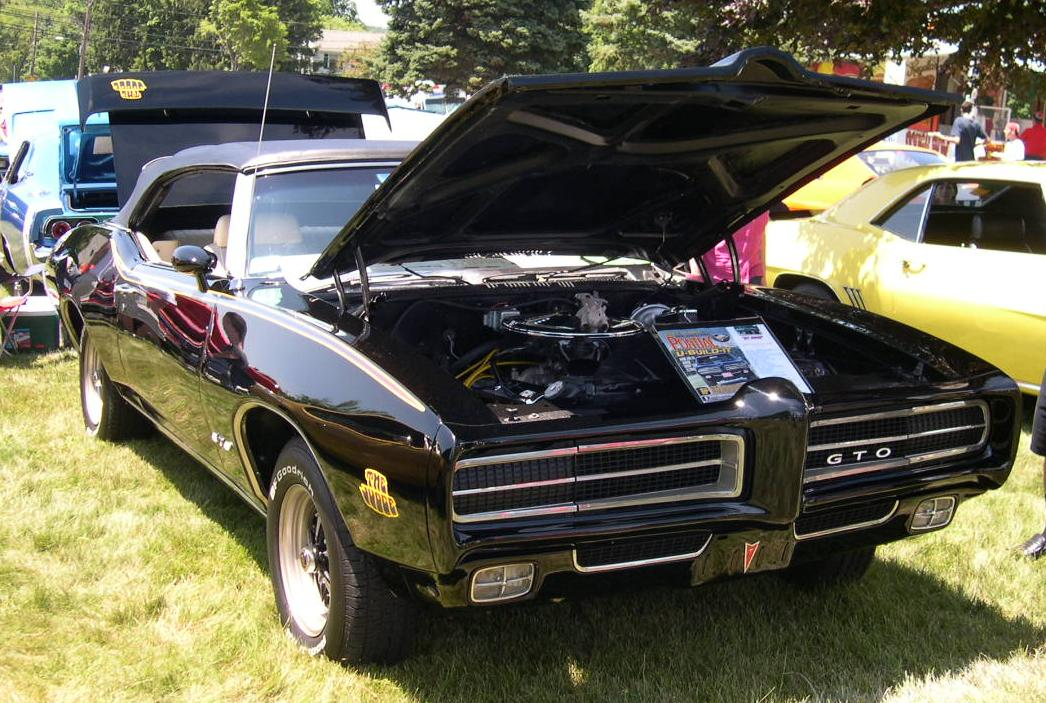
第2世代 1969年式The Judge。ジャッジはビビッドなカラーリングとクールなロゴステッカー、そして当時としては巨大なリアスポイラーが特徴のハイパワー車であった。

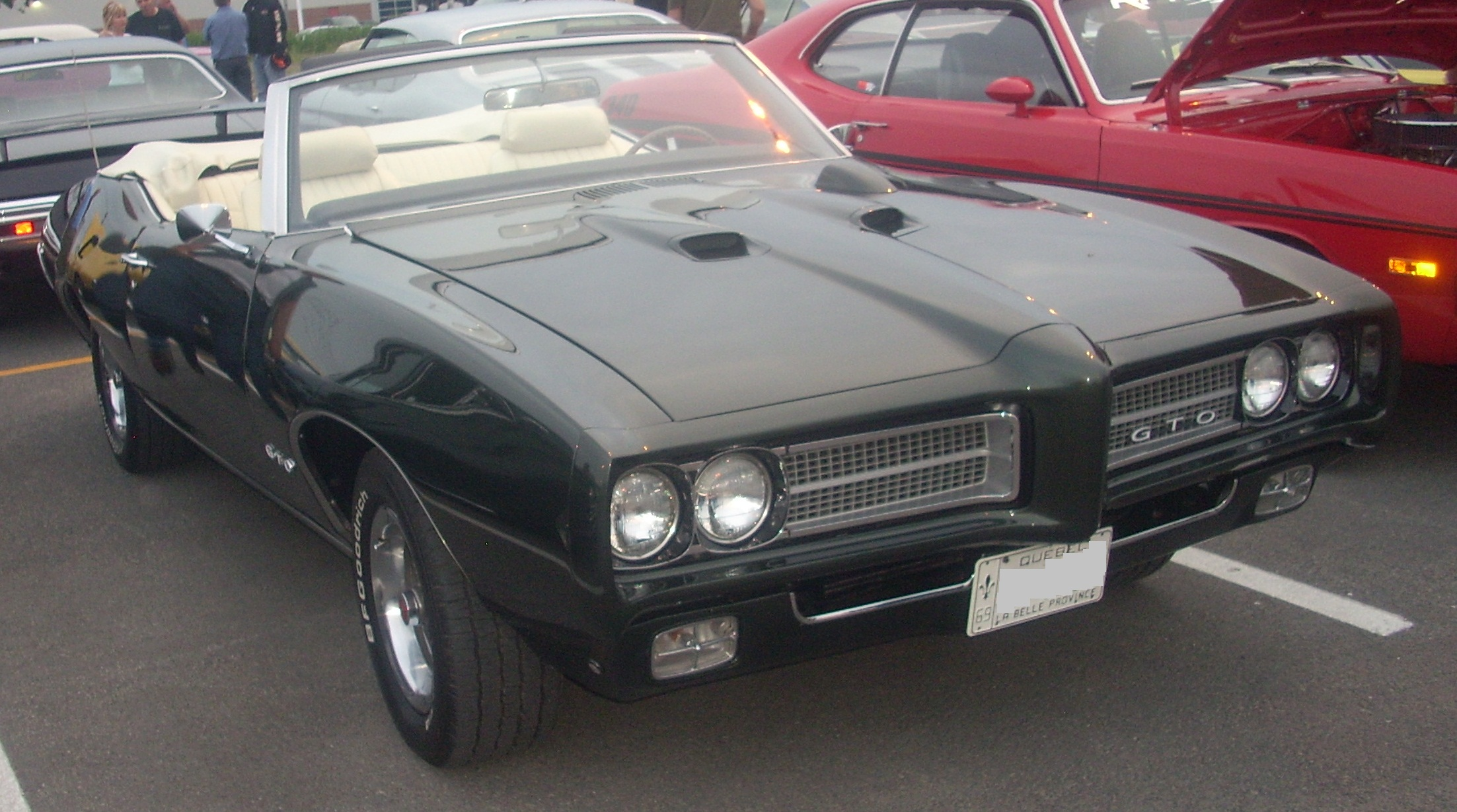
1969年式コンバーチブル。1969年式はフロントフェンダーのGTOエンブレムの形状が変わった。

1969年式は三角窓が廃止され、僅かにグリルとテールライトが改修された。また、イグニッション・スイッチがダッシュボードからステアリングコラムへ移動された。このイグニッションの位置変更は、キーを抜いた際のステアリングコラムのロック機構の追加を伴っていた。これは連邦政府による装着義務付け化から1年前倒しで装備が実現した。各種メーターゲージのカラーはスチールブルーからブラックに変更された。そのうえ、後部クォーターパネルではサイドマーカーの色と位置が変更され、前年までのポンティアックV型エンブレムに似たV型サイドマーカーとGTOの文字エンブレムの組み合わせから、シンプルな長方形型サイドマーカーに置き換えられた。フロントフェンダーのGTOエンブレムも意匠が変更された。フロントシートのヘッドレストは1969年1月1日以降生産車両には全車装着となった。
前年までのエコノミー(265馬力)及びスタンダード400立方インチV8エンジン(350馬力)はそのまま残ったが、360馬力の400 HOエンジンは消滅した。HOエンジンに代わり用意されたのがラムエアーIIIエンジンで、最高出力366馬力/5,100rpmであった。最高級のオプションは370馬力/5500rpmを発揮するラムエアーIVであった。ラムエアーIVには特製のタコ足型エキゾーストマニホールド、ハイフローポート加工済みシリンダーヘッド、アルミニウム製高層型インテークマニホールド、より大口径なロチェスター社製クアドラジェット4バレルキャブレター、ハイリフト&広角度カムシャフト等に加えて様々な内部部品の変更によってより高い出力と高回転を実現していた。ラムエアーIVはシボレー・ビッグブロックV8やクライスラー・ヘミエンジンとは異なり、ラッシュアジャスターを使用していた。その結果、他のスポーツカーで見られるかなりの排気量高性能エンジンは別として、タペットの過熱によるタペット音の発生を抑制でき、点火プラグの汚損も減らすことができた。変速機ラインナップは前年と同じである。
この時点までは、GM社内の方針としてフラッグシップであるシボレー・コルベット以外の全ての車については、10ポンド(4.5kg)当たりの馬力を広告に表記することが規制されていたが、ラムエアーIII/IVの登場によりこの規制が解除された。それまで、ラムエアーIII/IVの向上した馬力はグロス表記とはあまり関連性がないのではないかと疑念が持たれていたが、10ポンド当たりの馬力できちんと表記がされるようになったことで、正当にその効果が評価されるようになったのである。しかし、この広告でもラムエアーIVのピークパワー回転数は実際よりも低い5000rpmで表記され、結果的に広告の数値上はより低出力のラムエアーIIIに逆転されてしまうという珍事も招いた。
そしてこの年度の後半期には、ラムエアーVが登場した。それは特別な400立方インチシリンダーブロックに、新設計された高圧縮トンネル型吸気ポートのシリンダーヘッド、特別な高層型インテークマニホールドが組み合わせられたものであり、このスペシャルエンジンを搭載したプロトタイプGTOは0-60マイル(0–97 km/h)加速は5.2秒、1/4マイルトラックは11.5秒で走破し最終地点速度は123マイル(198km/h)にも達した。しかし、このラムエアーVは工場出荷時のGTOに装着されることはなく、専らアフターマーケット製品としてのみ販売され、ほとんどはレースベース車両向けに出荷されるに留まった。
この年の市販車両としてのGTOの最も重要なイベントは、「ジャッジ」(The Judge)と呼ばれる新型車（スポーツパッケージのオプション）の発売であった。ジャッジの名の由来は娯楽番組en:Rowan & Martin's Laugh-In内のコメディ・ルーチン"Here comes The Judge"が語源である。当時番組内で判事を演じたのは伝説的なショーマンであるサミー・デイヴィスJr.であり、それ以前にはこのネタは名コメディアンDewey "Pigmeat" Markhamによって長く演じられた、ローティーンに馴染みの深い言葉でもあった。広告では「(若者よ)ジャッジのために立ち上がれ」や、「誰でも買えるジャッジ」というようなスローガンが使われた。当初の構想ではGTOジャッジはプリムス・ロードランナーと競合させるために、幾つかの装備を省いた廉価版GTOとなることを計画されていた。しかし、開発の途上で方針転換され、ジャッジを究極の高性能とディテールを持つハイパフォーマンス車とすることが決定された。ジャッジ・パッケージは標準的なGTOよりも332米ドル高価なものとなってしまったが、その費用追加のみでラムエアーIIIエンジン、トリムリングを省略してよりスタイリッシュとなったRally IIホイール、独自のT字ノブを備えたHurstシフター、The Judgeロゴや俗にジャッジストライプと呼ばれる流麗なラインを始めとする様々なデカール、より幅広なタイヤ、そしてGTO史上初めて標準装着となるリアスポイラーが全て含まれていた。ポンティアックはこのスポイラーは小さいながらもダウンフォースを発生し、より高い速度で若干の機能的な影響を持つと主張した。しかし、実際の法定速度下でほとんど意味はなく、装飾的な意味合いに留まった。ジャッジ・パッケージは始めはカルーセルレッドのカラーリングのみで発売されたが、年度中に他の様々なカラーリングを選択できるようになった。
この年のGTOは、シボレー・シェベルSS396とプリムス・ロードランナーの両者に販売台数で追い抜かれた。しかし、1969年モデルイヤー中に72,287台の堅調なセールスを維持した。そのうちの6,833台が「ジャッジ」である。この年の数あるGTOのラインナップの中で最も出荷台数が少なかったものは、ジャッジ・コンバーチブルにラムエアーIVエンジンを搭載したもので、わずか5台が製造されたのみであったという。次年度のカタログにもこの事が記載されていたが、そこではジャッジ・コンバーチブル・ラムエアーIVは販売台数4台と記載されていたという。

#### 1970年式

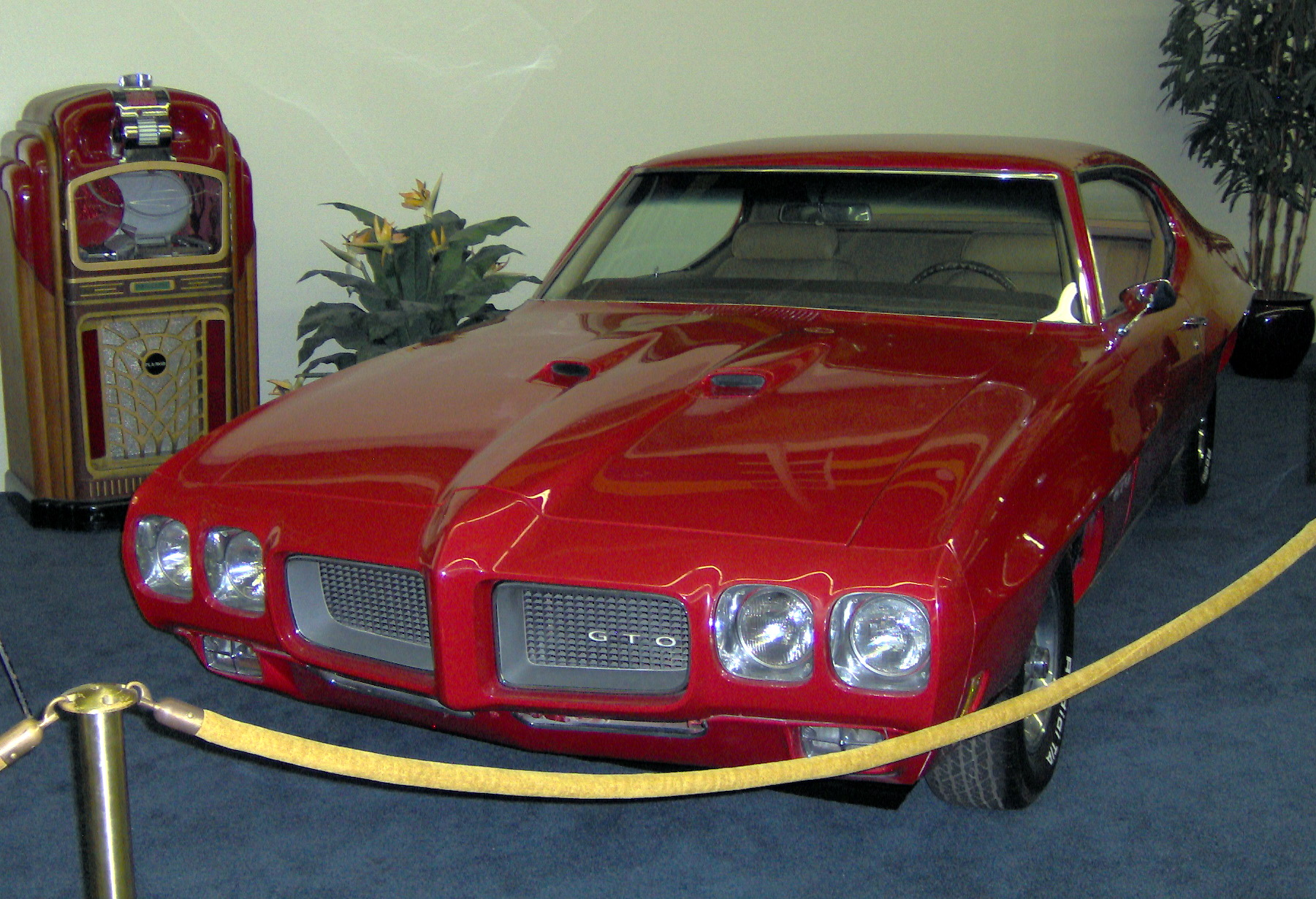
1970年式スポーツクーペ。固定灯化されたヘッドライトが1970年式の最大の特徴。

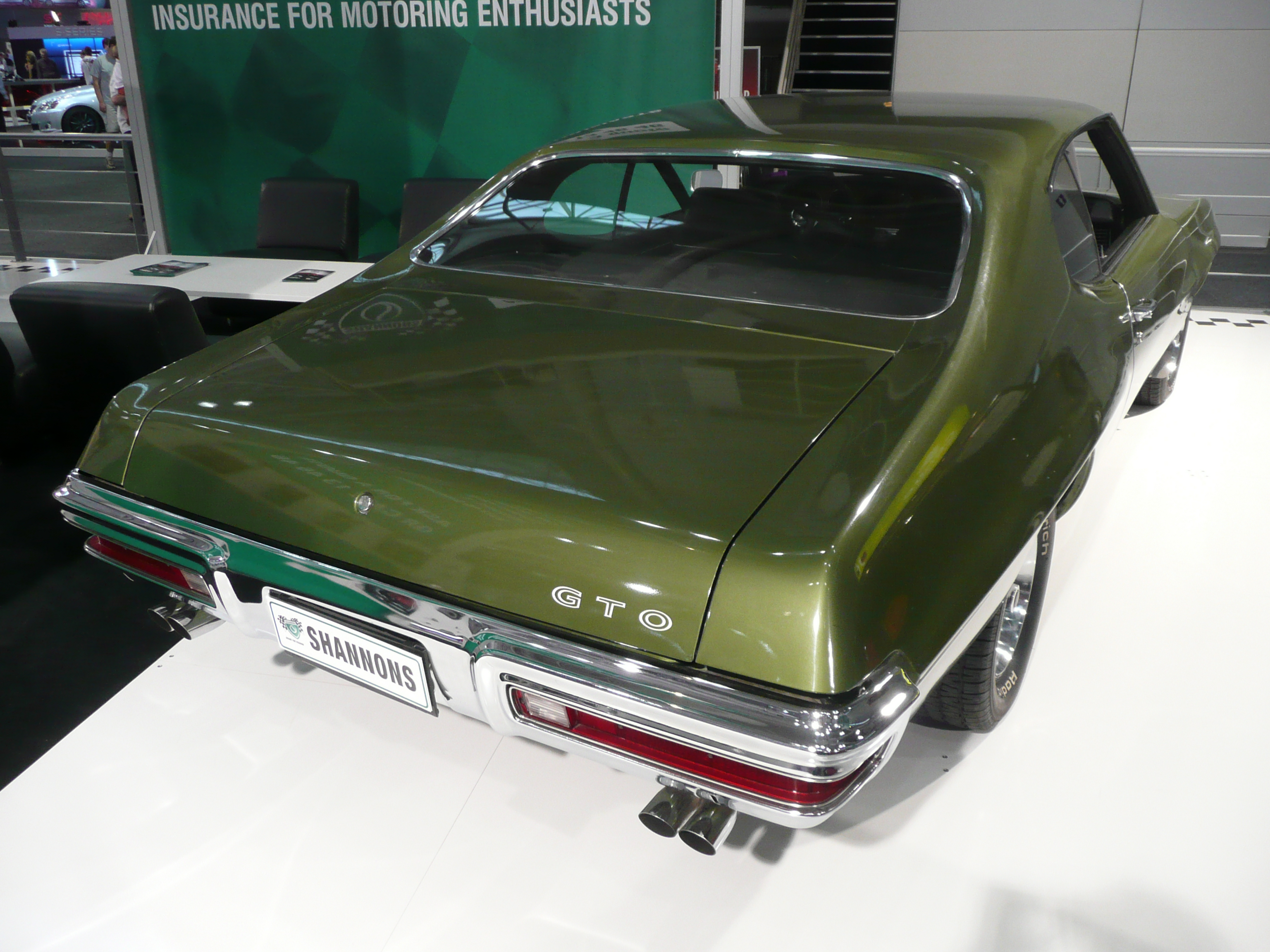
1970年式スポーツクーペのリアビュー

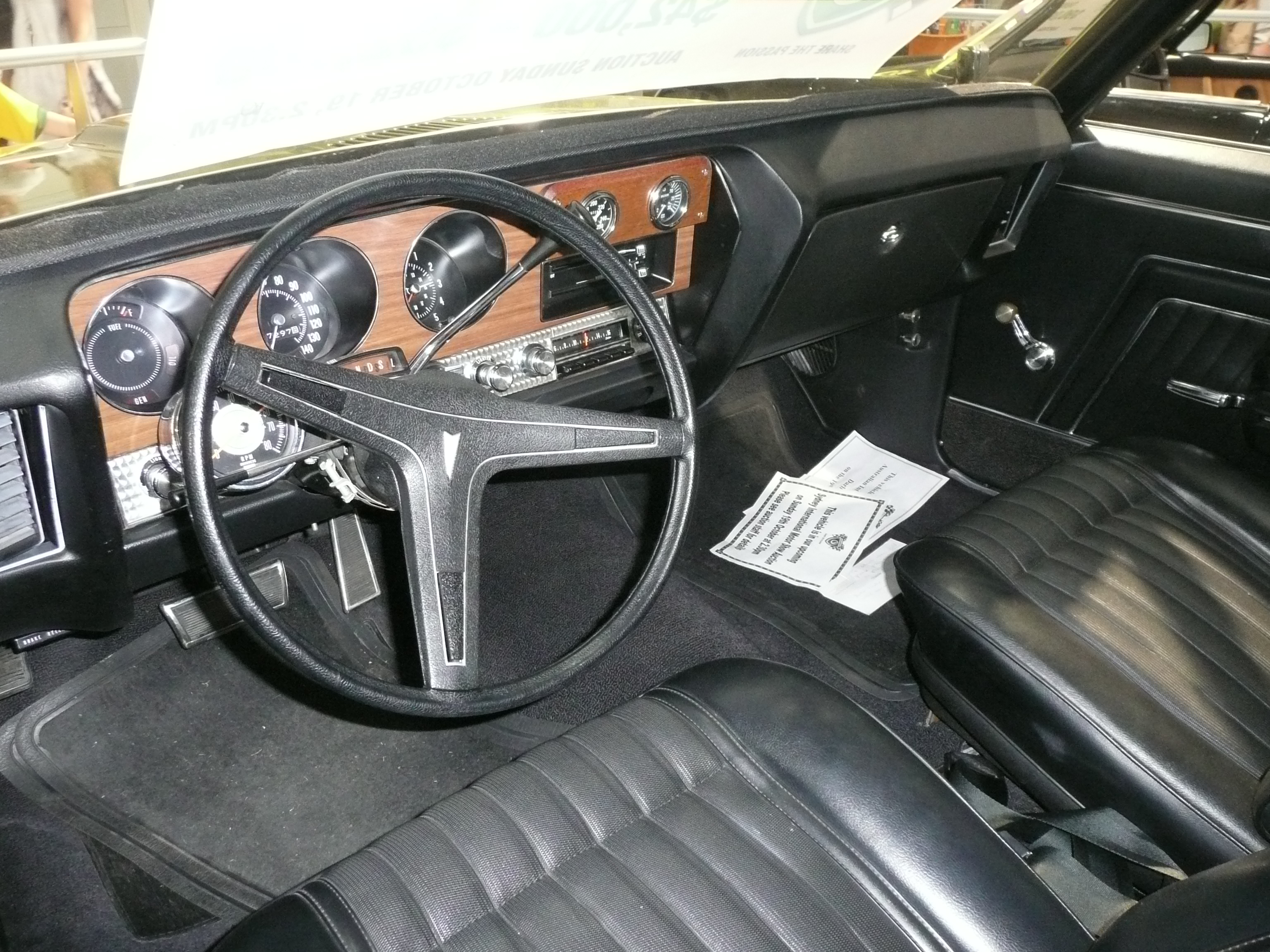
1970年式スポーツクーペのインテリア

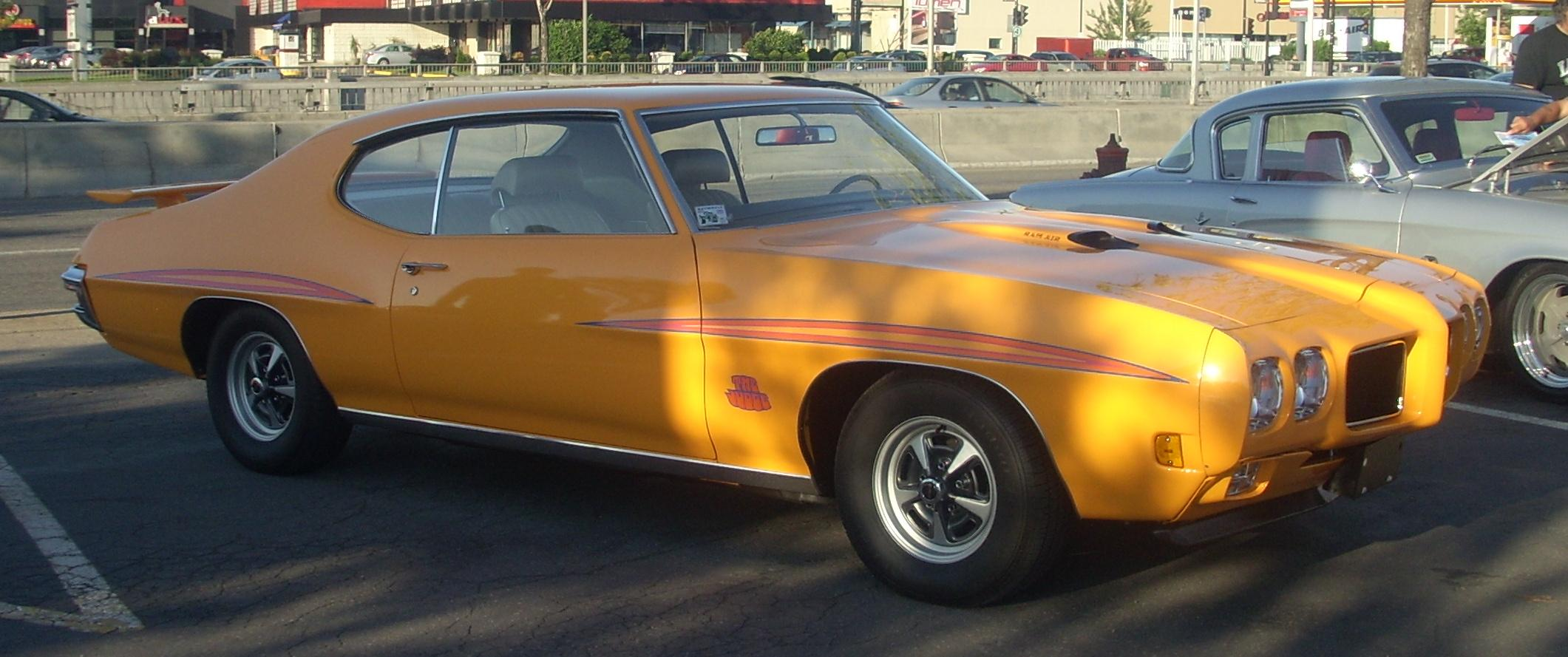
1970年式The Judge

1970年、テンペストを始めとする中型車ラインナップは再びデザイン変更を受けた。GTOも格納式ヘッドライトは、より一般的な4灯固定ヘッドライトに変更され、より狭くなったフロントグリルの外側に水平に配置された。エンデューラバンパーの突き出た垂直のノーズは保持されたが、前モデルと比べてあまり目立たない存在になった。標準的なテンペストとル・マンがクロームメッキグリルを持つ一方、GTOはエンデューラバンパーと同じウレタン樹脂製のカバーでヘッドライトやグリルの周りを覆っていた。
サスペンションは、オールズモビル・442(en:Oldsmobile_442)とビュイック・グラン・スポーツ(en:Buick Gran Sport)と同じように、リアにアンチロールバーが追加され、フロント側のアンチロールバーも前年よりも若干固いものが使われて全般的に強化、コーナリング時の車体のロールの低減とアンダーステアの縮小に寄与した。
もう一つのハンドリングの改善策は、オプションの可変レシオのパワーステアリングであった。このパワステのレシオは14.6:1-18.9:1の可変式で、ロック・トゥ・ロックは3回転半であったが、それまでの17.5:1固定レシオで4回転ロック・トゥ・ロックのステアリングよりも遙かにクイックなものとなり、最小回転半径も15.5:1固定レシオの12.5mから11.4mまで1m以上も縮小された。
パワートレインは400エコノミーエンジンが廃止されたのを除いては、400立方インチエンジン、変速機共に前年と同じであった。ラムエアーIII/IVも引き続き特別注文オプションとして設定され続けた。そして新しいオプションエンジンとして455立方インチ(7.5L)のハイアウトプット(HO)エンジンが用意された。これによってGTO登場当時から存在したGMの中型車に対する一定以上の排気量のエンジン搭載禁止の内規は完全に撤廃された。当時のフルサイズ車であるポンティアック・グランプリ(en:Pontiac_Grand_Prix)から転用されたロングストロークの455 HOエンジンは、350馬力の400スタンダードエンジンよりも適度に強力であるとポンティアックは主張した。455 HOの実測馬力は360馬力/4300rpmで、馬力だけであればラムエアーIIIの366馬力/5100rpmの方が強力であったが、不思議なことに当時のポンティアックの広告では455 HOのスペックはグランプリに搭載された455エンジンと同じ数値である370馬力と記載された。カムシャフトはラムエアーIIIと455 HOのMT仕様は同じ288/302度のものが使用された。455 HOはラムエアスクープを有しながらも馬力ではラムエアーIIIに劣った。しかし、低回転域のトルクは69.13kg-m/2700rpmという極めて強力なものであり、実際の走りの上でも大きなアドバンテージとなった。
カー・アンド・ドライバー誌はこの年のテスト車両として、より重い455 HOエンジンに4速MT、最終減速比3.31のデフを選択し、1/4マイル15.0秒、最終地点速度96.5マイル(155.3km/h)を計測。Car life誌は455 HOエンジンでターボハイドラマチック3速AT、最終減速比3.35のデフを選択し、1/4マイル14.76秒、最終地点速度95.94マイル(154.4km/h)を計測、0-60マイル加速は6.6秒であった。両誌のラムエアーIIIとの比較計測値では、共に約3マイル(4.8km/h)ほど455 HOの方が最終地点速度で劣っていた。しかし、ラムエアーIII/IVは低速域ではほぼ作動することのない装備であり、アイドリングもややラフで喧しいものでもあった。市街地の走行では455 HOの豊富なトルクが燃費の上でも有利となり、400立方インチエンジン全般の燃費がガソリン1ガロン当たり9マイル(26.1L/100km、3.83km/L)に対して、455 HOの場合1ガロン当たり10-11マイル(24-21L/100km、4.17-4.76km/L)であったとされている。
1970年式のみに追加された斬新であるが短命であったオプションとして、Vacuum Operated Exhaust(VOE)と呼ばれる一種の排気デバイスが存在した。VOEはダッシュボード下の"EXHAUST"ノブを操作することで作動した。VOEはドライバーの操作で排気管の開口部を増減させることで、高回転域では排圧を減らしてパワーアップを図り、低回転域では排圧を増大させてトルクを太らせる働きがあったが、VOE解放時は排気音も大幅に増大させる事にもなった。結局、VOEオプションは1969年11月から1970年1月まで提供された。VOEの概念そのものは今日の4ストロークエンジンにおける排気デバイスと同じものであり、当時としては画期的なものでもあった。ポンティアックのマネージメント部門も最初はVOEの宣伝に積極的であったが、皮肉にも1970年1月11日のCBSスーパーボウルIV中継内でのCMがGM上層部に問題視されたことが原因で、オプション設定を中止せざるを得なくなってしまった。そのCMの内容は次の通りであった。題名は"The Humbler,"(より謙虚に)、TV放送側のみにたった一度だけ提供されたCMである。BGMにGTOのテーマソングが流れる中、一人の青年が1970年式新型GTOに乗り、若者達が集うドライブインに立ち寄る。青年は若者達を一瞥するとおもむろにVOEの"EXHAUST"ノブを引く。周囲に一気にレーシーな排気音が響き渡り、青年は若者達の注目を尻目に悠々とドライブインを立ち去っていくというものであった。この内容がGM本社のマネージメント部門に道徳的でないとして問題視され、当該CMの放送中止及びCMに登場していた仕様のGTOと共にVOEそのものも廃止に追い込まれた。1970年式の内ハードトップ212台、コンバーチブル21台の合計233台がこの稀なオプションを組み込まれた。その全てがYSと呼ばれるグレードで350馬力の400スタンダードエンジンに4速MTかターボハイドラマチック3速ATが組み合わされていた。問題のCMに登場していたGTOはパラジウム・シルバーの塗装で黒色のバケットシートと黒色の内装、ターボハイドラマチック3速AT、リモートサイドミラー、ラリーIIホイール、カーエアコン、ボンネットマウントタコメーター、そして1970年式のために新たに用意されたフォーミュラ・ステアリング・ホイールが装備されていた。VOEノブの右隣にラムエアー作動ノブも同時に装備されており、車体横には1969年式Judgeと同じタイプのジャッジストライプが入っているという、1970年式全体から見ても大変に珍しい、モデルイヤーの極めて初期の段階でしか入手できない組み合わせのものであった。VOE車専用マフラーはほとんどハンドメイドに近いものであり、2006年からWaldron Antique Exhaustが原型を忠実に復刻したマフラーの販売を行っている。
前年度から登場したジャッジはGTOのオプションとして1970年式でも継続して入手可能であった。ジャッジはラムエアーIIIを標準装備しており、ラムエアーIVもオプションで選択できた。しかし、455エンジンだけはこの年度の後半までジャッジでは選択できなかった。この年のジャッジの標準カラーはジャッジに新設定されたオービット・オレンジであったが、その他の全てのカラーリングも選択することはできた。ジャッジストライプは前後のタイヤハウスの上方に眉毛のような形状で二本描かれる形にデザインが変更された。455エンジンとターボハイドラマチック3速ATを持つ、オービット・オレンジのGTOジャッジは、en:Two-Lane Blacktop(邦題「断絶/トゥー・レーン・ブラックトップ」)という映画の中で、アリゾナ州キングマンのルート66を舞台に、主人公の駆る1955年式シボレー・150クーペと激しいストリートレースを繰り広げる車両の一台として登場した。劇中では登場するGTOが455エンジンのジャッジであることは特に触れられていなかったが、スタジオに展示された撮影車両についてマスコミからスタッフに質問が行われた際に、455エンジンのジャッジであることが明かされたという。
1970年式の新しいスタイルは売上高を若干は増加させることに貢献した。売上台数は4万149台で、うち3,797台はジャッジであった。そして、前年通りシボレー・シェベルSS396/454とプリムス・ロードランナーが売上高でリードし、GTOは第三位に甘んじていたままであった。当時、全てのマッスルカーに対して自動車保険会社によって懲罰的な追加保険料金が徴収されるようになっており、時には自動車の購入金額よりも高い保険額を請求されることも珍しくなかった当時の最悪に近い状況を考慮すれば健闘した方であるとは言える。
ジャッジの3,797台の内168台がコンバーチブルで、いずれもラムエアーIII/IVか455 HOが搭載されていた。その168台のコンバーチブルの内、6台が1970年のみ提供されたD形状吸排気ポートの455 HOエンジンであったという。1969/1970年式に提供された円形吸排気ポートのラムエアーIVエンジンは、1968年式中期のラムエアーIIエンジンから派生した物で、ポンティアックが市場に提供したGTOとポンティアック・ファイアーバードのエンジンの中では、歴代で最もエキゾチックで高性能なものとして今日でも評価が高い。1970年式用ラムエアーIII/IVは圧縮比が10.5:1であり、1969年式の10.75:1に比べて若干であるが低圧縮であった。ラムエアーIVエンジンでは3速MTとカーエアコンは装着できず、標準の最終減速比は3.90、安価なオプションで4.33が用意された。ポンティアックは当時、ラムエアーIVエンジンを搭載したGTOとファイアーバードを生産するために、当時の物価で1台当たり1000米ドル近くを費やしていたこと、そしてそうしたハイコストの車両でありながら、GM内規に配慮して広告のスペック上は370馬力以下に抑えるようにせざるを得なかったことも今日では広く知られている。全体の生産台数から見ても、ラムエアーIVのコンバーチブルは37台しか存在せず、そのうち4速MTは24台で3速ATは13台である。ラムエアーIVコンバーチブルのジャッジは前年と同じく更に貴重な物であり、3速AT車は前述の13台中僅か6台のみであった。この仕様でナンバーマッチングのまま現存する貴重な1台であるアトール・ブルーの車体色とブルー・ホワイトのソフトトップのジャッジ・コンバーチブルは、2009年にイリノイ州マレンゴのMecum Auctionで240,000米ドルという価格で落札されたが、結局売られることは無かったという逸話を持つ。この価格はこの手の極めて貴重な車体としては低調なものであるといわれ、リーマン・ショック以降の世界金融危機が影響しているとされた。その車体は最終的にはウィスコンシン州ピウォーキー在住の最初のオーナーの手元に戻っていったという。

#### 1971年式

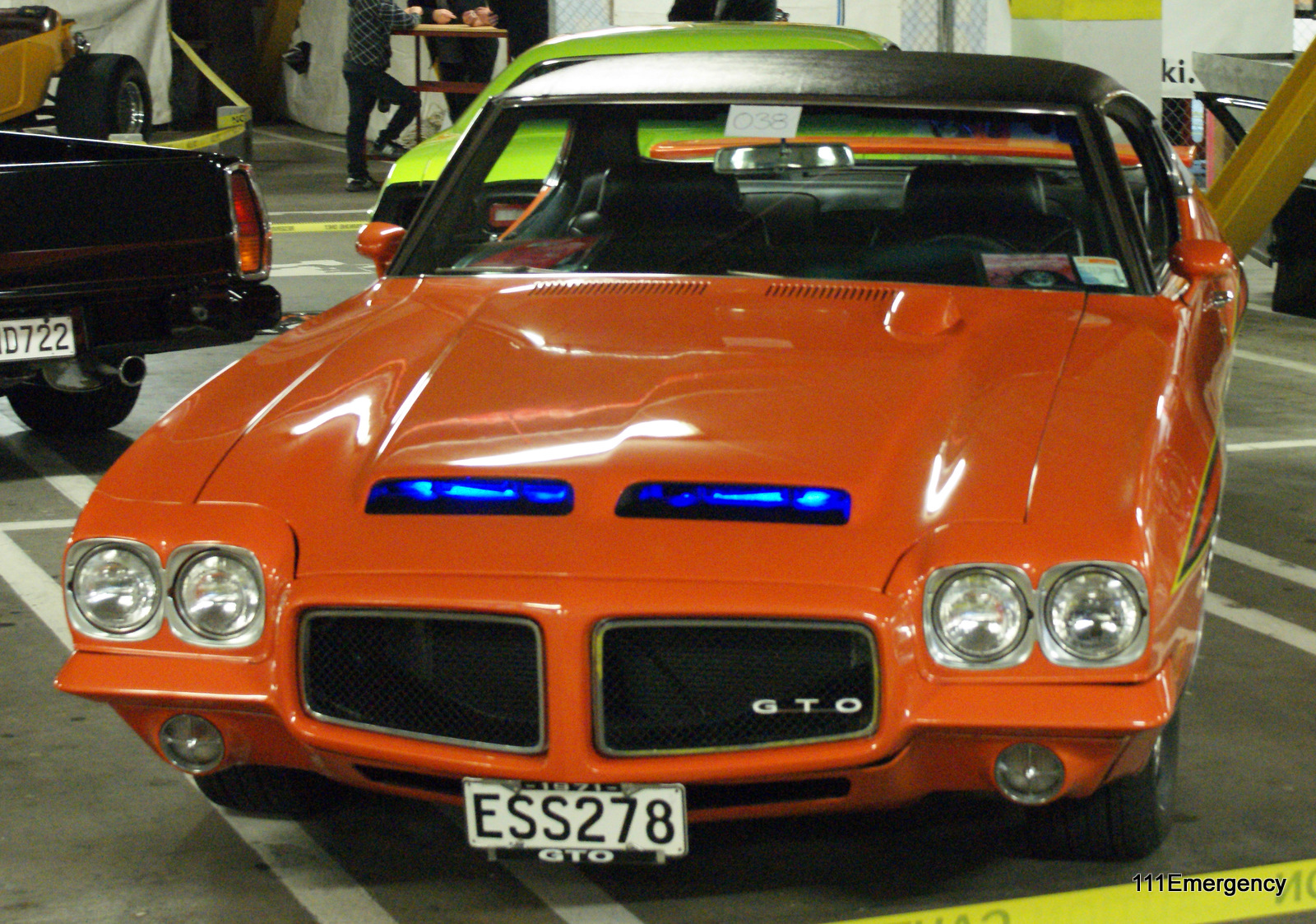
1971年式。ボンネット前端に移動したエアスクープ、グリル全体が鼻のように突き出したフロントマスクがこの年式の特徴

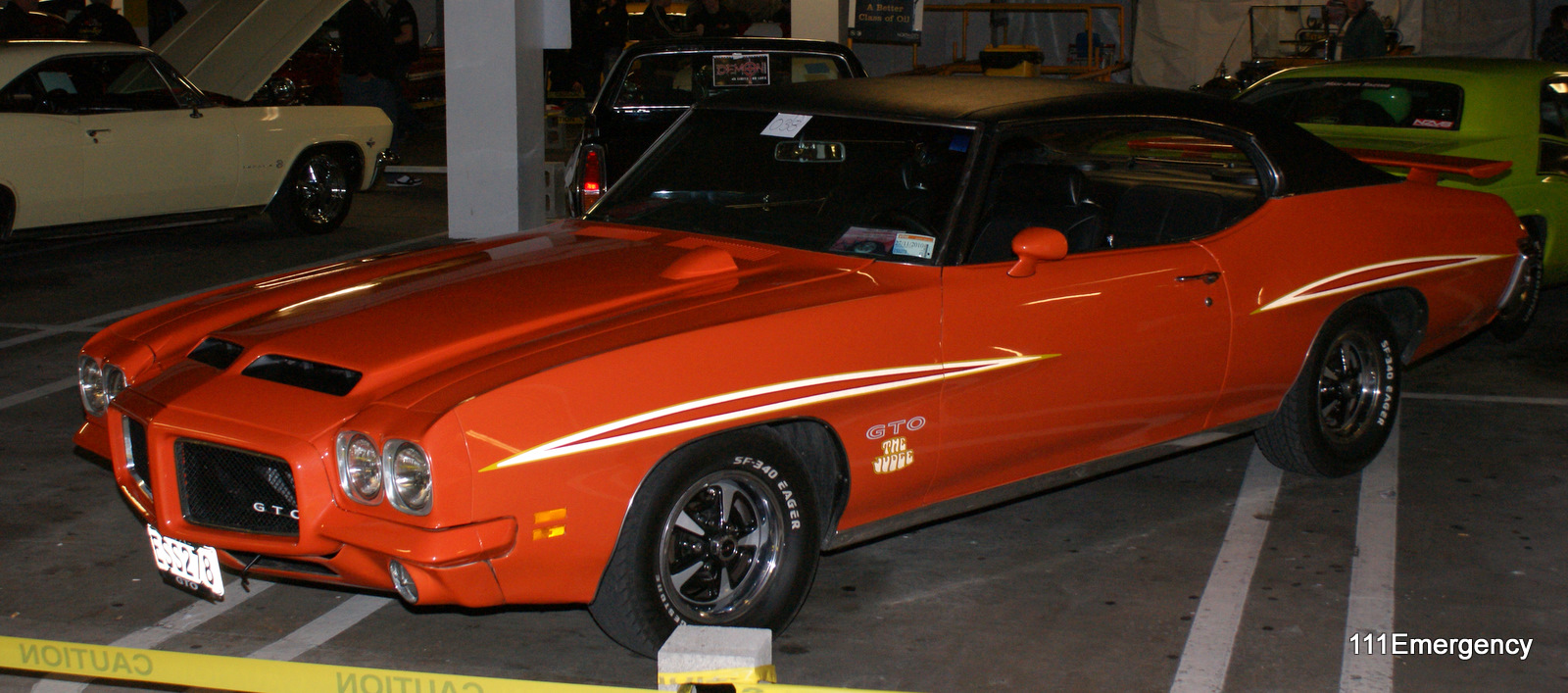
1971年式The Judge。一時代を築いたジャッジもこの年式が最後となった。

1971年式はこの世代最後の大掛かりなフェイスリフトを受けた。従来のフロントグリルの上にもう一層ワイヤーメッシュタイプのグリルが追加され、グリルの両側に水平バンパーバーが装着された。横二連ヘッドランプはより間隔を詰められ、エアスクープはボンネット前方のフロントグリルの直上付近に移設され、従来のエンデューラバンパーデザインとは全く異なる新しいものに変更された。こうした変更により1970年式に比べてグリルのみが前方に突き出したような外観となり、全長はわずかに増加して516cmとなった。
既に1960年代中期頃から世界的に始まっていた排ガス規制の潮流は遂にアメリカ車にも押し寄せてきて、GTOもパワートレインに大きな変革を受けた。GM本社からのガソリン無鉛化計画推進勅令により、有鉛ガソリンの利用を強く意識した高圧縮比はもはや使用できなくなった。そして高出力の象徴であったラムエアーIII/IVもこの年式では遂に選択できなくなった。400立方インチエンジンはスタンダードのみとなり、圧縮比は8.2:1まで落とされて馬力は300馬力/4800rpm、トルクは55.3kg-m/3600rpmと大きく力を落とすこととなった。エンジンオプションは2種類となり、一つは前年の旧455 HO（D型ポート仕様）に準じたシリンダーヘッドに8.4:1の低圧縮比のピストンと4バレルキャブレターが組み合わされ、325馬力/4400rpm、62.9kg-m/3200rpmを発揮する455立方インチエンジンであり、変速機は3速ATのみで利用できた。もう一つはこの年式のGTOの最高級のエンジンである新型455 HOエンジンである。この年式の455 HOは丸形ポートを採用した高出力型であったが圧縮比は標準型と同じく8.4:1で、出力は335馬力/4400rpm、61.5kg-m/3200rpmと馬力は若干向上したがトルクはやや劣る物であった。変速機の構成は前年から変化はなかった。
また、この年度からの大きな変化はカタログ表記のエンジン出力が、年度中途から従来のグロス表記からネット表記への移行が行われたことである。日本では1987年を境に行われ、市場を少なからず混乱させたものであるが、17年先行して実施されたアメリカにおいても例外ではなかった。例えばグロス表記値である上記の出力表記は、ネット表記に直すと400スタンダードは225馬力/4400rpm、47.0kg-m/3200rpm、455標準は250馬力/4000rpm、52.5kg-m/2800rpm。455 HOは標準と同じ250馬力/4000rpm、52.5kg-m/2800rpmとなってしまう。これは単に表記の違いによるものであり、同時期の昭和48年排出ガス規制で大きく出力を落とした日本国内仕様の日本車のように実出力そのものが低下しているわけではない。実際に1971年式のロードテストを実施したモータートレンド誌のデータ上は、455標準エンジンに4速MT、最終減速比3.90を選択し、1/4マイル13.4秒、最終地点速度102マイル(164km/h)を計測、0-60マイル加速は6.1秒であり、前年式の455 HO 4速MT仕様よりも全ての計測値が上回っている。この表記法の変更はエンジンの出力により保険金額の加重変化を行う当時の自動車保険行政に対抗するための苦肉の策でもあったが、消費者には1971年以降のアメリカ車は牙を抜かれたかのように低出力となったという印象を持たれてしまう一因ともなる、文字通りの両刃の剣でもあった。
1971年式はジャッジ・オプションが設定された最後の年度でもあった。ジャッジは455 HOエンジンのみが設定され、1971年2月に販売中止されるまでにわずかに374台が販売された。そのうち17台は(前年度のラムエアーIVジャッジコンバーチブルという限定された条件を除けば)GTO全年式中で最も稀少なコンバーチブルとなった。最終的にこの年度で10,532台が販売された。厳しすぎる保険行政、出力表記変更、そして強化され続ける排ガス規制と様々なマイナス条件の中では最早かつてのような販売台数の回復は極めて難しいものであった。

#### 1972年式

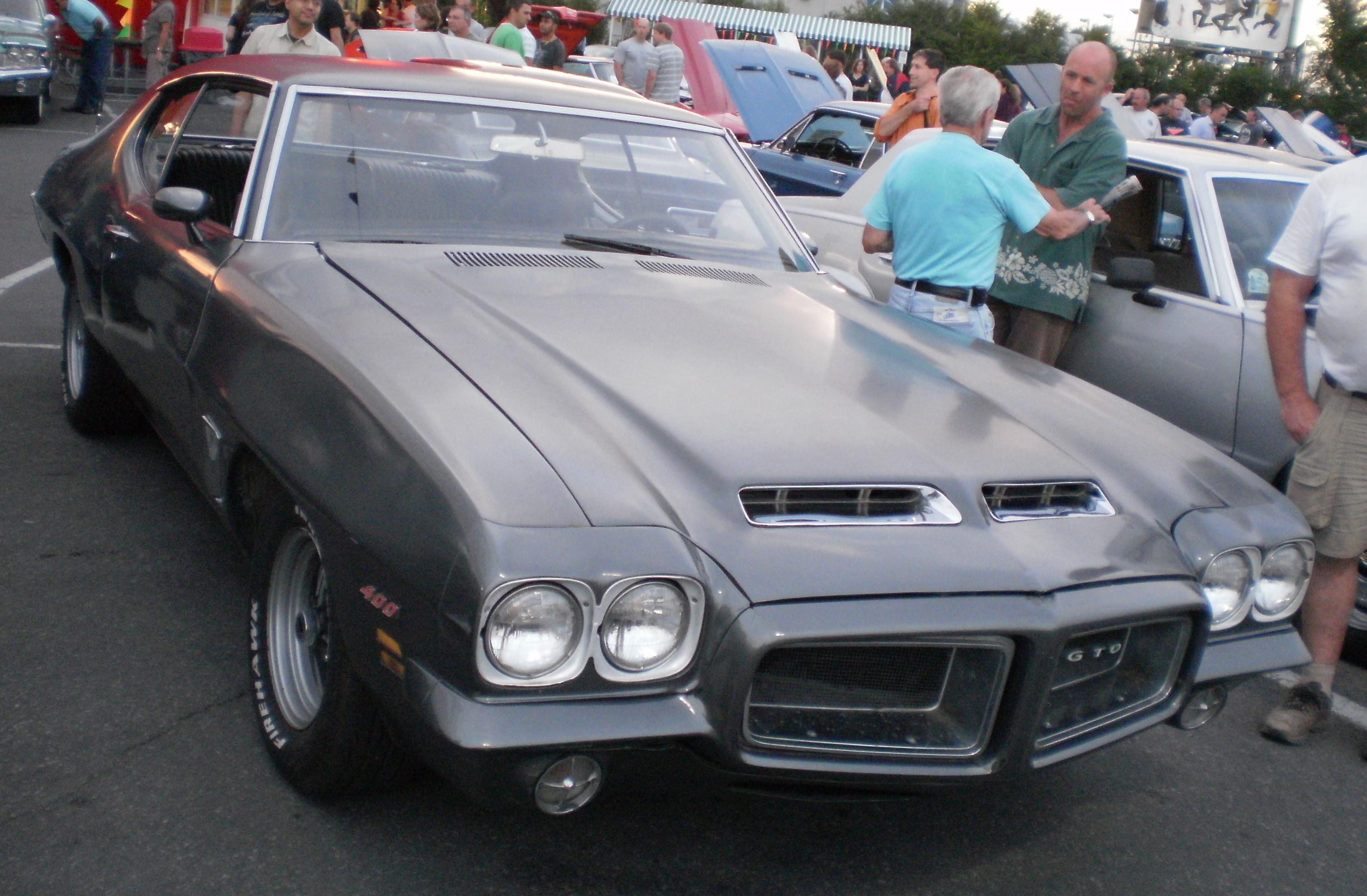
1972年式。71年式を基調にしながらも、より彫りの深くなったフロントグリルが特徴である。

1972年式からはGTOは独立車種ではなくなり、ル・マンとル・マンスポーツクーペのオプションパッケージとしての地位に戻されてしまった。それぞれのモデルの価格に353.88米ドルを上乗せすることで購入することは出来たが、GTOのブランドとしての競争力低下を如実に示す事態であった。外観の基本形状は1971年式とさほど変わらなかったが、突き出たグリルは開口部のリセスが更に深くなり、鼻のような特徴がより強調されるようになった。また、フロントフェンダーのサイドマーカーの形状が変更され、タイヤハウス後方には新たにベンチレーションエアスクープが設けられた。またマフラー出口付近の形状も変更され、一度後輪のすぐ後ろにパイプが取り回され、そのまま一直線にリアバンパーへ出て行くような形状となった。
ボディ形状はベース車両であるル・マンのボディラインナップに従いコンバーチブルは廃止され、ハードトップとスポーツクーペという二つのラインナップとなった。両モデルとも標準の内装は布・ビニールの併用張り若しくはオールビニール製のベンチシート、スポーツクーペはゴム製のフロアマット、ハードトップはゴム製カーペットの使用によって、GTOの販売価格は安価に抑えられた。しかしその一方でル・マンとの明確な差別化が図りにくくなってしまったことも事実であり、例えばハードトップクーペとして製造されたル・マンスポーツクーペのオプションはこの年度のGTOと同じく、ビニール張りのストラト・バケットシート、ビニール張りのドアトリム類とカーペット、カスタムペダルパッドとクッションタイプのステアリング・ホイールといった具合で、これらを全て装備したル・マンスポーツクーペは前年度までのGTOの姿とあまり変わらないような状況となってしまった。1972年式で新たに計画されたオプションはファイアーバードで使用された物と同形状のダックテール・リアスポイラーであったが、ごく少数の車両に装着されたのを最後に金型が破棄されオプション計画も白紙とされてしまった。ホイールは伝統のラリーIIホイールに加えてハニカム・ホイールが新たに加わった。ハニカム・ホイールにはポンティアック・モーター部門(Pontiac Motor Division)を示すPMDの刻印が施されたオリジナルのセンターキャップが装着された。
エンジンは前年中期から施行されたネット表記に性能表記が完全移行した。しかしながら、400立方インチエンジンは250馬力/4400rpm、44.93kg-m/3200rpmと前年よりも馬力が増大した。オプションの455エンジンは250馬力/3700rpm、44.93kg-m/2400rpmと、馬力とトルクのピーク値そのものは400エンジンと変わらないものの、より低回転域から力強い出力が得られるセッティングが成されていた。変速機のラインナップも前年までのものが堅持された。1972年式の非常に珍しいオプションエンジンは、同時期のファイヤーバード・トランザムに使用されたものと同じ、455 HOエンジンであった。このエンジンはネット表記でも300馬力/4,000rpm、57.4kg-m/3,200rpmを叩き出す高出力エンジンで、過去のグロス表記時代のエンジンに匹敵するものであった。それでありながら、圧縮比は8.4:1の比較的低いものであり、他のエンジンと同様にレギュラーガソリンの使用をも許容する経済性も持ち合わせていた。この455 HOを搭載したGTOは646台製造された。
しかし、こうしたパワートレインの改良にもかかわらず、市場に一度根付いたパワーダウンの印象は拭いきれず、1972年式の製造台数は5,811台と前年比45%まで急落した。この年度に見られた奇妙な事象として、ル・マンスポーツコンバーチブルを購入した一部の顧客の行動が挙げられる。ポンティアックは1972年式GTOには公式にはコンバーチブルを用意しなかったが、ベース車のル・マンでもGTOとほぼ同様のエンジンとオプションが選択でき、ディーラーによってはGTO用のエンデューラバンパーなどを取り寄せてフロントフェイスをGTOと同形状に改装することも可能であったため、顧客の一部はル・マンスポーツコンバーチブルにGTOとの共通するオプションを全て組み込み、あたかもGTOコンバーチブルを購入したように見せることができたのである。

### 3代目（1973年）

#### 1973年式
前年度から再びル・マンのオプションパッケージとしての地位に戻ったGTOは、1973年にGM-Aボディの全面改定に伴い事実上の３代目モデルへと移行した。ボディの基礎デザインはル・マンと共用されたコロネード・ハードトップと称するものになった。これはハードトップとは称しているが、実際にはルーフの強度向上のためにサイドウインドウの後ろには頑丈なピラーが用意され、リアクォーターウインドウもはめ殺し窓となっており、純粋な意味でのハードトップの機能性は失われた。1973年式のボディラインナップはベース車両のル・マンに従い、クォーターウインドウを持つクーペと、クォーターウインドウ部分を同時期のグランダムでも用いられていたルーバーで覆うデザインとしたスポーツクーペの二種類が用意された。
また、1973年に改正された連邦法は、車体への損害なしで毎時8km/h(毎時5マイル/h)の速度での衝撃に耐えることができる、新しいフロントバンパーの装着を新型車両に要求した。これは俗に5マイルバンパーと呼ばれるもので、1974年からは全車義務付けとなるものであった。これによって、1973年式にはボディから大きく突出した重量の重いクロームバンパーを前後に装着することとなり、往年のエンデューラバンパーと独特の空力デザインは失われた。そして1973年式GTOを含む、1973年から1977年までのGM-Aボディによるポンティアック中級車(ル・マン、ラグジュアリー・ル・マン、グランダム)の全体的なスタイルは、一般の購買層には不評であった。
但し、コロネード・ハードトップデザインのポンティアック中級車がこの時期軒並み不調であった一方で、同時期にGM-Aボディから派生したポンティアック・グランプリやシボレー・モンテカルロ(en:Chevrolet Monte Carlo)は、スクエアオフスタイリングと呼ばれる全体的に角張ったボディデザイン、ドア後方で鋭角的に跳ね上げられるルーフラインやより斜めに寝かされたピラーなどのデザインが、購買層から高い支持を受けてもいた。また、このデザインはポンティアックの姉妹ブランドであるオールズモビルでも利用され、この時期のオールズモビル・カトラスも市場からは高い支持を受けていた。
1973年式GTOの内装オプションのラインナップは、基本的には前年度と同じくベース車のル・マンクーペやル・マンスポーツクーペと共用されるものであった。標準のル・マンクーペは布・ビニールの併用張り若しくはオールビニール製のベンチシートが特徴で、より豪華なル・マンスポーツクーペはオールビニール製の内装トリムに、ストラト・バケットシートか折り畳みアームレスト付きのノッチバック・ベンチシートが選択できた。
パワートレインは標準が400立方インチエンジンであったが、圧縮比は前年よりもさらに低圧縮の8.0:1となり、出力は230馬力/4400rpm、44.93kg-m 3200rpmとなった。400エンジンは変速機は標準が3速MT、オプションで4速MTとターボハイドラマチック3速ATの3種類が選択できた。基本はフロアシフトで、前年までの伝統的なオプションであった4速クロスレシオMTは搭載されなかったが、3速AT車には久々にコラムシフトの選択肢が復活した。オプションエンジンは455立方インチエンジンであったが、400エンジンと同じく圧縮比は8.0:1となり、出力は250馬力/4000rpm、51.15kg-m/2800rpmであった。455エンジンはターボハイドラマチック3速ATしか選択できず、前年までの455 HOエンジンも搭載されなかった。
なお、1973年式のモデルイヤー発表段階では、当時トランザムに搭載されていたネット310馬力のスーパーデューティ455エンジン(SD 455)の搭載もアナウンスされており、実際に開発時のテスト車両にはSD 455エンジンを搭載されたものも用いられていたが、結局市販車両に採用されることはなかった。GTOと同様にグランダムでもSD 455エンジンのテスト車両が8台制作されたが、これもGTOのテスト車両と同様に全て廃棄された。
1973年式の売り上げ台数は4,806台。全ての年式の中で最も少ない台数である。これは当時新型グランダムとの同ブランド内での競争や、それに伴いかつて程GTOに十分なプロモーションが行われなかったことも影響していた。そしてこの年度の後半で発生したオイルショックによって、マッスルカーは消費者に完全に見放されることになる。

### 4代目（1974年）

#### 1974年式

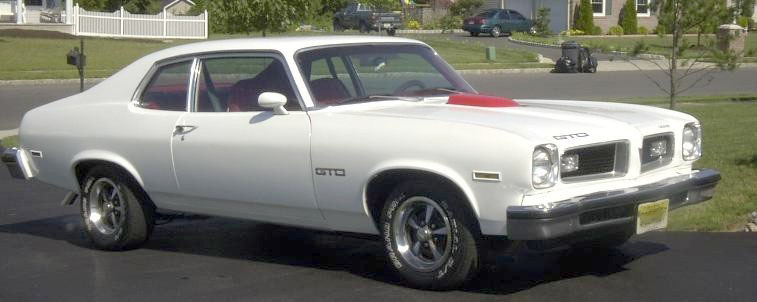
1974年式ノッチバッククーペ。車台のカテゴリーは小型車となってしまったが、3代目を意識したデザインであり、ラムエアーを模したシェイカースクープなどもオプション設定された。

1974年、ユーロスタイルのマッスルカーとして一定の支持を得たグランダムとの内部競争を避けるため、そしてプリムス・ダスター360(en:Plymouth Duster)やフォード・マベリック・グラバー、AMC・ホーネットX等が開拓しつつあった小型マッスルカー市場への参入策として、ポンティアックはGTOを小型車であるポンティアック・ヴェンチュラのオプションパッケージに移行させた。事実上の4代目へのモデルチェンジである。また、1974年式は基本的なボディ・シェルとシート・メタルをシボレー・ノヴァと共有した。
1974年式はヴェンチュラの価格に461米ドルの上乗せで購入でき、車両コードはWW3を与えられた。この価格にハースト・シフターを装備された3速MT、ヴェンチュラよりも強化されたサスペンションと前後スタビライザー、往年のラムエアーを想起させるシェイカースクープ(en:Shaker scoop)、専用フロントグリルとドアミラー、そして専用ホイールと各種のGTOエンブレムが含まれていた。
1974年式の唯一のエンジンは350立方インチ(5.7L)V8エンジンであった。このエンジンは7.6:1の圧縮比と4バレルシングルキャブレターを採用し、200馬力/4000rpm、40.79kg-m/2800rpmを発揮した。オプションの変速機はよりワイドレシオ化されたハースト・シフター付き4速MT(207米ドル)と、ターボハイドラマチック3速AT。AT車は前年と同じくコラムシフトも選択できた。他に104米ドルでパワーステアリング、71米ドルでブレーキブースター付きディスクブレーキが装着できた。
1974年式のボディラインナップはベース車のヴェンチュラや、ヴェンチュラ・カスタムに従い、2ドアセダン(ノッチバック)と3ドアハッチバックの二種類が用意された。内装もヴェンチュラと共用であり、ヴェンチュラ由来の基本的な内装としてゴム製フロアマットとベンチシートが組み合わせが用意され、オプションで132米ドルでストラト・バケットシートに交換できた。ヴェンチュラ・カスタムは標準価格でベンチシートかバケットシートが選択でき、更にクッションステアリング・ホイールやカスタムペダルパッドも含まれていた。
1974年式はバイアスベルテッドタイヤが標準装備であったが、オプションとして1968年以来8年ぶりにラジアルタイヤがオプションとして復活した。その替わりラジアルタイヤオプションは、ラジアルタイヤに対応したサスペンションの再チューニングが含まれたものとなっていた。
Cars Magazine誌はテスト車両に4速MT車を選択し、0-60マイル加速は7.7秒、1/4マイルは15.72秒、最終地点速度88マイル(142km/h)を計測した。
1974年式の販売台数は1973年式よりも持ち直す7,058台という数字であったが、GTOという車名を残し続けるために必要な台数であるとはとても言えず、この年度を最後に北米ポンティアックのGTOとしての歴史に幕を下ろすことになった。

### 1975年から1999年

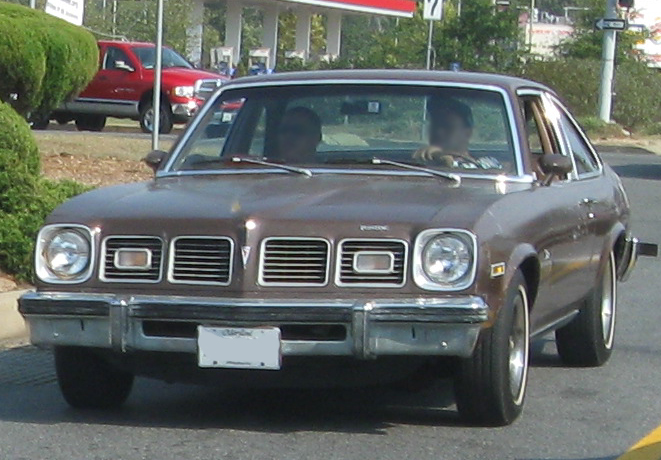
1975年式のベースとなる予定であった同年式のヴェンチュラ

1975年、ポンティアックは前年に引き続き小型車であるヴェンチュラをベースに、350立方インチ(5.7L)V8エンジンを搭載するGTOの販売を計画していた。この年度ではX-ボディも前年までの所謂rear steerモデル(1968-1974)から、front steerモデル(1975-1979)に世代交代。ヴェンチュラも第三世代へ移行し他のコンパクトカー共々相当なスタイル、メカニズムの変更を受けていた。特にサスペンションはファイアーバードのものに類似した、よりスポーティなものに変更されていた。さらに1975年式として計画されたGTOでは、それまでのポンティアック製V8エンジンではなく、新たにビュイック製の350平方インチV8エンジン(en:Buick V8 engine)が搭載される予定であった。しかし、こうしたアウトラインがある程度までポンティアック内部で検討されながらも、GM本社は販売の極端な低迷などを鑑み、1975年のモデルイヤーにGTOを投入しないことを決定、GTOは1974年式末をもって絶版となった。

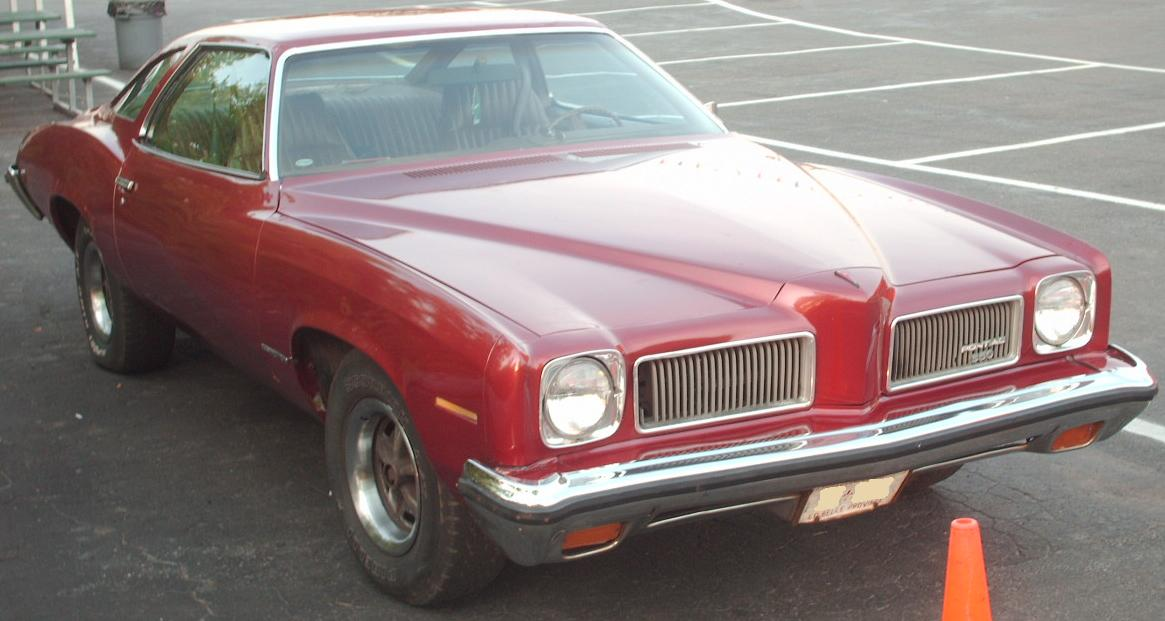
1975年式ディーラーメイドGTOのベースとして選ばれたものと同世代のル・マン

そうしたGM本社の動きとは別に、1975年にはアメリカ合衆国東部の進取的なポンティアック・ディーラーの間で新しいGTOを製造する計画が独自に立ち上げられた。この計画ではベース車両として1974年式から用いられていた小型車のヴェンチュラではなく、本来のGTOのカテゴリーである中型車のル・マンが選択された。これらのディーラーメイドのGTOは400または455立方インチエンジン、4バレルキャブレター、ターボハイドラマチック3速AT、ストラト・バケットシートとセンターコンソール、パワーステアリング、ブレーキブースター付きディスクブレーキ、ラリーIIまたはハニカム・ホイールを装着されたル・マンスポーツクーペとしてディーラーの手で一旦ポンティアックに発注され、店頭で車体内外のル・マンエンブレムをGTOエンブレムに取り替えることでGTOとして仕立て上げられた。こうしたことから、このディーラーメイドGTOは1975年式のル・マン及びル・マンスポーツクーペのあらゆるオプションを追加選択して購入することもできた。こうして、ディーラー独自にGTOとして艤装した車両が実数は不明ながらも販売された記録が残る。

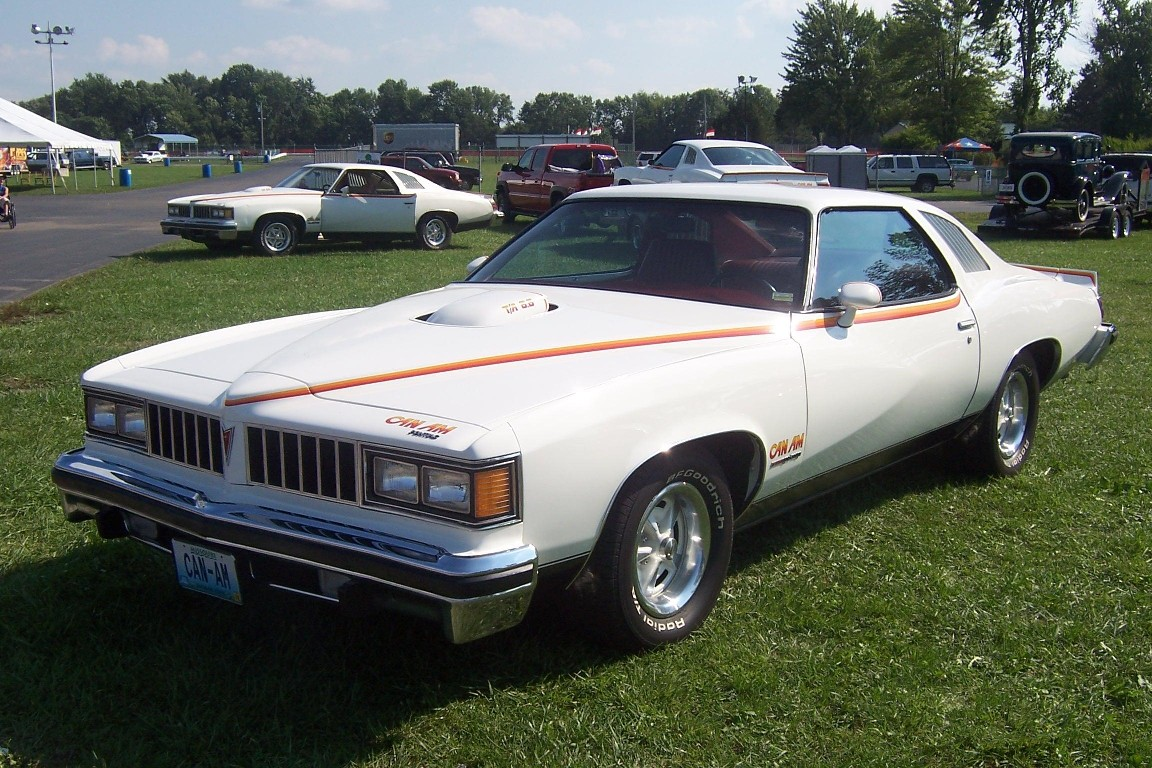
元々は1976年式GTOとして計画されたとも伝わる1977年式カンナム

かつて初代GTOの広報に関わったジム・ワンガースが自伝で伝えるところによると、1976年にはル・マンスポーツクーペをベースに400立方インチV8エンジンを搭載してカラーリングをカルーセル・レッドとし、車名をGTO・ジャッジとして復活させる計画が持ち上がった。これは当時大きく売り上げを伸ばしていたファイアーバード・トランザムに対して顧客の多くから寄せられた、「より大きなラゲッジスペースとリアシートを持ち、なおかつトランザム並みのハイパフォーマンスを持つ車があれば申し分ない」という要望に応えるべく計画されたものであったが、ポンティアック経営陣はこうしたコンセプトの中型車の必要性そのものは肯定しながらも、そうした車種にGTOの名称を名付けること自体は拒絶した。結局、この時のコンセプトに沿って設計された新型車は1977年にポンティアック・カンナム(en:Pontiac_Can_Am)として1年間だけ販売された。

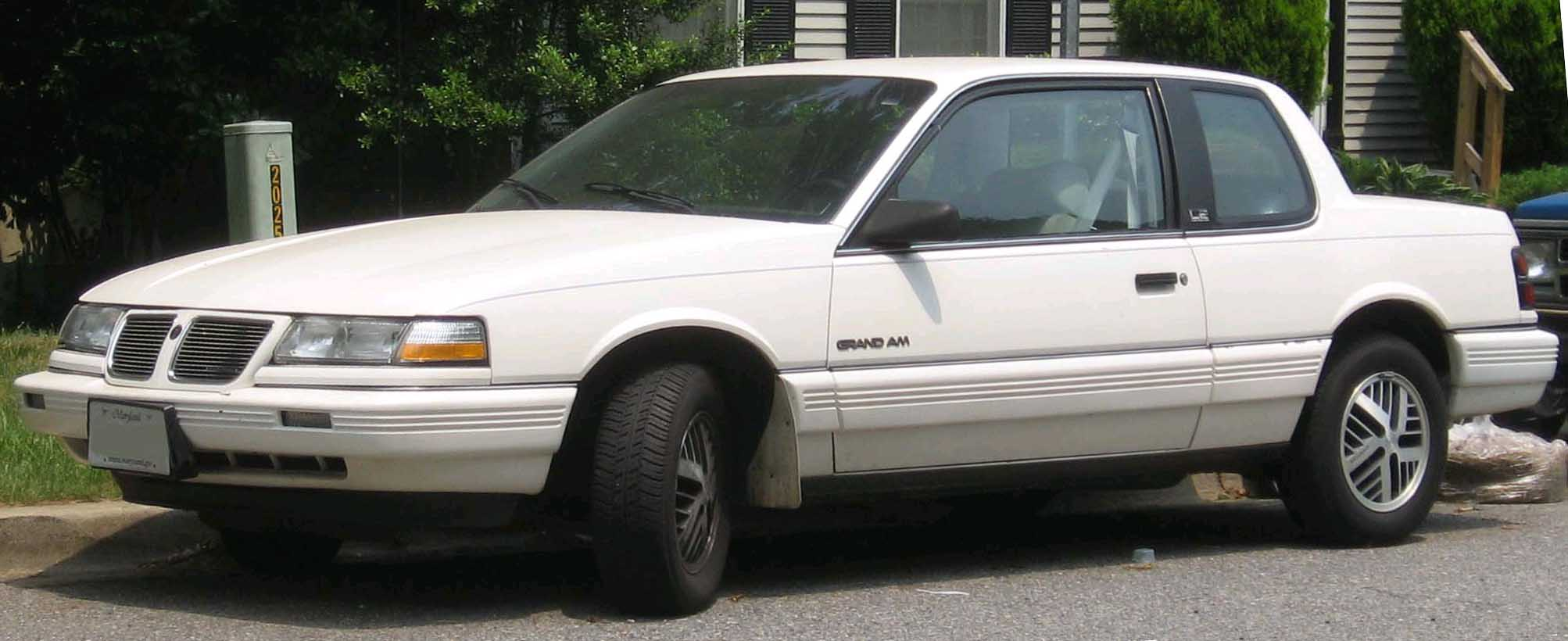
クアッドGTOとして発売される可能性があった1989年式グランダム

それ以降の30年間はポンティアックはGTOの名称を持つ車種の復活を幾つも企画したが、具体的に実現したものは何もなかった。唯一実現の可能性が高かったものとしては、1988年にオールズモビルがGTOと同じく同ブランド伝統の車名であるオールズモビル・442の更新プランを立ち上げた時であった。すでにオールズモビルは1985年から1987年に掛けて中型車のカトラス・シュープリームをベースにして442をリバイバルさせていたが、このリバイバル版442の次期モデルのベース車両として、当時のカトラスファミリーの小型車として販売していたオールズモビル・カトラス・クライス(en:Oldsmobile_Cutlass_Calais)が選択されたのである。新型442はカトラス・クライスに直列4気筒でありながらV型8気筒のような外見のDOHCシリンダーヘッドを持つGM・クアッド4エンジン(en:GM Quad-4 engine)を搭載し、1990年にカトラス・クライスのオプションパッケージとしてクアッド442として市販が開始された。当時、カトラス・クライスと車台を共通する前輪駆動モデルとしてポンティアックはグランダムを販売しており、クアッド442の販売状況次第ではグランダムをベースに同じモディファイを施してGTOとして販売する予定であった。しかし、クアッド442は販売台数が全く伸びず、1991年までに4000台足らずを販売するに留まった。そのため、ポンティアックのGTO復活計画もキャンセルされた。
こうした動きの中、日本車メーカーの一つである三菱自動車工業は1970年と1990年の二度にわたり、GTOの名を冠する自動車を販売している。一度目は1970年の日本国内市場向けの三菱・ギャランGTOで、輸出はニュージーランドや東南アジアの一部に留まり、北米市場には登場しなかったものの、そのスタイリングはGTOに代表されるマッスルカーの影響を直接的に受けていることが明らかなものであった。二度目は1990年に北米市場への投入を強く意識して開発された三菱・GTOである。この車種は北米やカナダではポンティアックとの商標問題を避けるために三菱・3000GTの名称で販売された。その名称は、北米のポンティアック・GTOを信奉に近い感情で見ていたマッスルカーの純粋主義者からは「ポンティアック・GTOに対する冒涜に近い行為である」と抗議を受けた。

### 1999年のコンセプトカー
1999年のデトロイト・オートショーで、ポンティアックはかつてのGTOの面影を残すコークボトルスタイルと、ボンネットエアスクープを持つコンセプトカー、GTOコンセプトを発表した。GTOコンセプトは試作デザインのモックアップのみの公開でエンジンは搭載されていなかった。そしてこのモデルは販売されることもなかったが、その基礎デザインは来るべき第五世代GTOの礎となった。

### 5代目（2004-2006年）

#### 2004年式
2004年、ポンティアック・GTOは30年ぶりにアメリカで復活した。新時代のGTOはホールデン・モナーロのGM V-ボディをベースにしていた。モナーロはオーストラリアで開発された4ドアセダンである、VT/VXホールデン・コモドア(en:Holden VT Commodore)を2ドアクーペとしたものである。そしてそのコモドアは北米市場では1997年から2001年にかけてキャデラック・カテラとして販売されていたものであり、その大元は1994年にヨーロッパのオペルで開発されたオペル・オメガBのボディを大型化して再設計したものである。
新時代のGTOリバイバルプランは元GM会長のボブ・ラッツによって強力に推進された。彼はオーストラリア出張の間、モナーロを運転しており、この車台に対する可能性を見出していた。そしてこのGTOはポンティアックにとっては1993年式ル・マン以来の北米市場への輸入車扱いの車種であった。
新しいGTOは、オーストラリアのGM子会社、ホールデンの手により南オーストラリア州エリザベスの郊外で生産された。変速機は6速MTか4速ATが選択でき、エンジンはV型8気筒GM・LS型エンジン(en:GM_LS_engine)のうち、シボレー・コルベットでも用いられた5.7 L 350馬力のLS1エンジン(Generation III)が採用された。北米ではGTOとして販売されたが、イギリスではボクスホール・モナーロ、中東ではシボレー・ルミナSS(en:Chevrolet Lumina)の名称で販売された。北米GMは2003年後半からGTOの生産を開始する決定を下し、2006年末までの3年契約で年間18,000台を生産する契約をホールデンと締結した。この18,000台の生産台数はエリザベス工場の生産能力の限度いっぱいであり、GMにはこの台数のGTOを年間で売り尽くせるであろうという強い期待を抱いていた。
こうして2004年のモデルイヤーに5代目GTOは北米市場に投入された。車体色はバルバドスブルー・メタリック、コスモスパープル・メタリック、クイックシルバー・メタリック、ファントムブラック・メタリック、インパルスブルー・メタリック、トリッド・レッド、イエロー・ジャケットなど、メタリックカラーが主体であった。
しかし、GMの高い期待とはうらはらに、アメリカ国内市場の反応は素っ気ないものであった。5代目GTOは確かに古き良き時代のマッスルカーを現代に復活させたものとして相応しいボディサイズと、過給器に頼らない大排気量による高性能を有していたが、逆に言えばそのコンセプトは過去のGTOが築き上げたイメージの遺産にあまりにも頼りすぎたものであり、今日的な視点から見れば過剰とも思える大排気量エンジンによる高性能は、より現代的な空力ボディを持ち小型小排気量で高機動なスポーツ車の潮流とは余りにもかけ離れたものであったために、批評家からはしばしば「保守的すぎる」「個性がない」と揶揄された。
更にはGTOの極めて熱心な支持者からは、5代目GTOのボディラインに1960年代や1970年代のマッスルカーの象徴的なデザイン、例えばコークボトルや丸目4灯などの要素がほとんど取り入れられていないこと、車体が米国内で組み立てられた純潔なものではないこと、そしてそうした車両にGTOの名を冠する事を容認するGMの姿勢に非難が集まった。同時期にGTOと同様にリバイバルされたクライスラー・300、ダッジ・チャージャー、フォード・マスタング等がかつてのマッスルカー全盛期のボディラインやフロントマスクの特徴を、現代的な解釈で昇華していたことと対比されたことも、良くも悪くも普遍的なデザインであったGTOにとっては逆風として働いた。更にはそれらのライバルが特別にチューンされた大排気量エンジンを搭載していたのに対して、GTOの5.7Lエンジンは性能的にもやや見劣りすることは否めないものであった。
更にはGTOのセールスはディーラーの販売戦術のまずさによって更に鈍化した。例えば気軽な試乗を拒否したり、始めに過剰な利幅を見込んだ価格を顧客に提示し、その後大げさなほどの値引きを提案するなどの露骨な行為などである。結局、モデルイヤー当初に品薄を意識したかなり強気な価格で販売されていたものが、モデルイヤー後半ではかなりの台数が大幅な割引価格で投げ売られる結果となった。2004年式の北米での総売上台数は、豪州での総生産台数15,728台の内の13,569台であった。年間18,000台を完売するというGMの強気な見込みは当初からつまづくこととなった。
モデルイヤー当初の売り上げの不振をカバーするため、本来2005年式より標準装備を予定していたボンネットエアスクープが、1年前倒しでディーラーオプションのスポーツ・アピアランス・パッケージ(SAP)として投入されることになった。SAPには、より大型で急角度のリアスポイラーや、より開口部のリセスが深くなった専用フロントグリルが含まれていた。
2004年モデルイヤーの終盤には、GTOの40周年記念モデルを意味するとも言われるW40パッケージが発売された。W40パッケージ車は車体は特別色のパルス・レッド、メータークラスターは灰色で塗装され、シートには赤いGTOの刺繍が施されていた。2004年式のうち最後の800台がこのW40パッケージとして製造され、そのうち794台が市場で販売された。

#### 2005年式

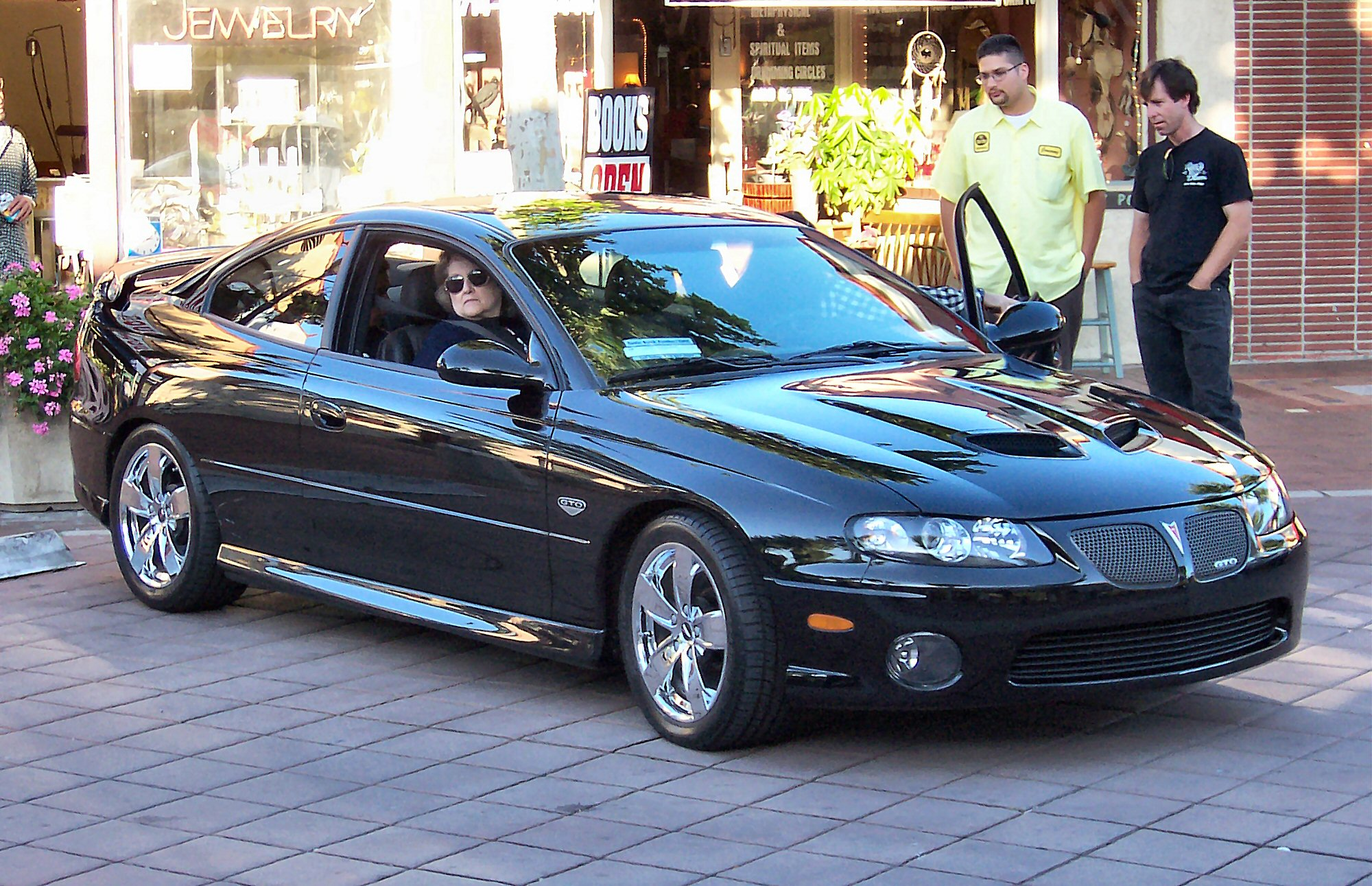
2005年式

2005年式は、前年度終盤にオプション投入されたボンネットエアスクープが標準装備となり、エキゾーストは前年の左側シングル2本出しマフラーからデュアルマフラーへと変更された。またモデルイヤー後期からは18インチホイールも追加された。この年式の最大の変更点はエンジンが6.0LのLS2エンジン(Generation IV)に換装されたことであった。これによって出力は400馬力、トルクは55.26kg-mと大きく増大し、他社のライバル車ととりあえず肩を並べる体制が整った。ポンティアックはこの改良されたパワートレインにより、4速AT車で0-60マイル加速は4.7秒、1/4マイルは13.00秒、最終地点速度105マイル(169km/h)を計測できると宣伝した。後にカーアンドドライバー誌もロードテストでポンティアックの公称値とほぼ同様の0-60マイル加速4.6秒、1/4マイル13.00秒、最終地点速度106マイル(171km/h)を計測している。
外見のデザイン変更はごくわずかであり、内装もダッシュボード上のゲージ類の表示が修正された程度に留まった。スポーツ・アピアランス・パッケージは2005年式も引き続き選択可能であったが、内容は幾つか変更されていた。この年式のスポーツ・アピアランス・パッケージには前年と同様の大型リアスポイラーと専用フロントグリルに加えて、標準デュアルマフラーの1本出しテールパイプを2本出しとして左右4本のテールパイプでより迫力のある音量を実現した専用マフラーと、専用ヘッドカバーも含まれていた。また、前年度と異なりSAPの車体塗装はファントムブラック、トリッドレッド、クイックシルバーの3色から選択できた。標準車体色ではバルバドス・ブルーとコスモス・パープルはこの年に廃止されたが、サイクロン・グレーとミッドナイト･グレー･メタリックが追加された。珍しいオプションではあったが、2004年式に似たボンネットエアスクープのないボンネットをオプションで選択することもできた。
こうした改良にもかかわらず2005年式の売り上げ台数は11,590台に低下した。

#### 2006年式

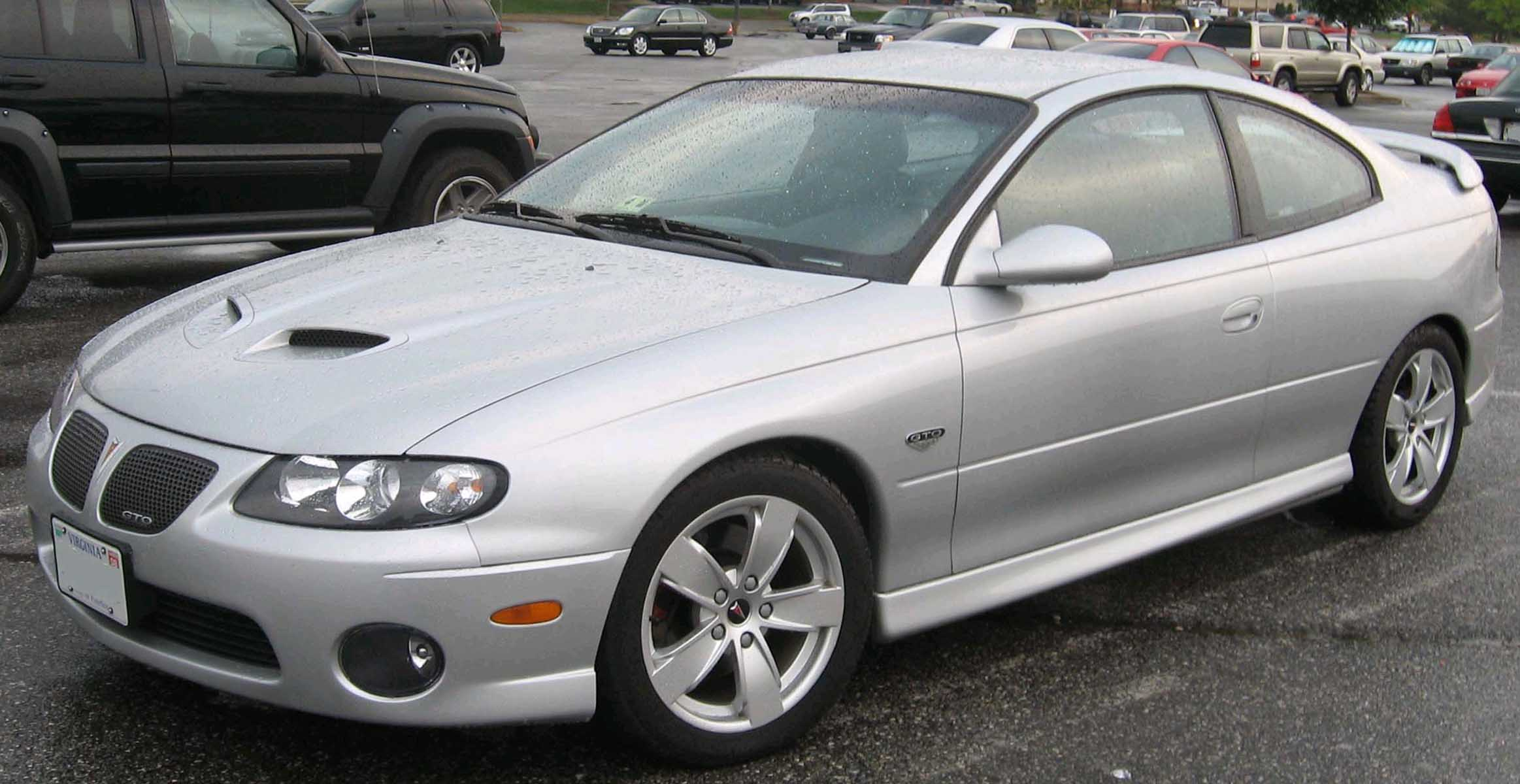
2006年式

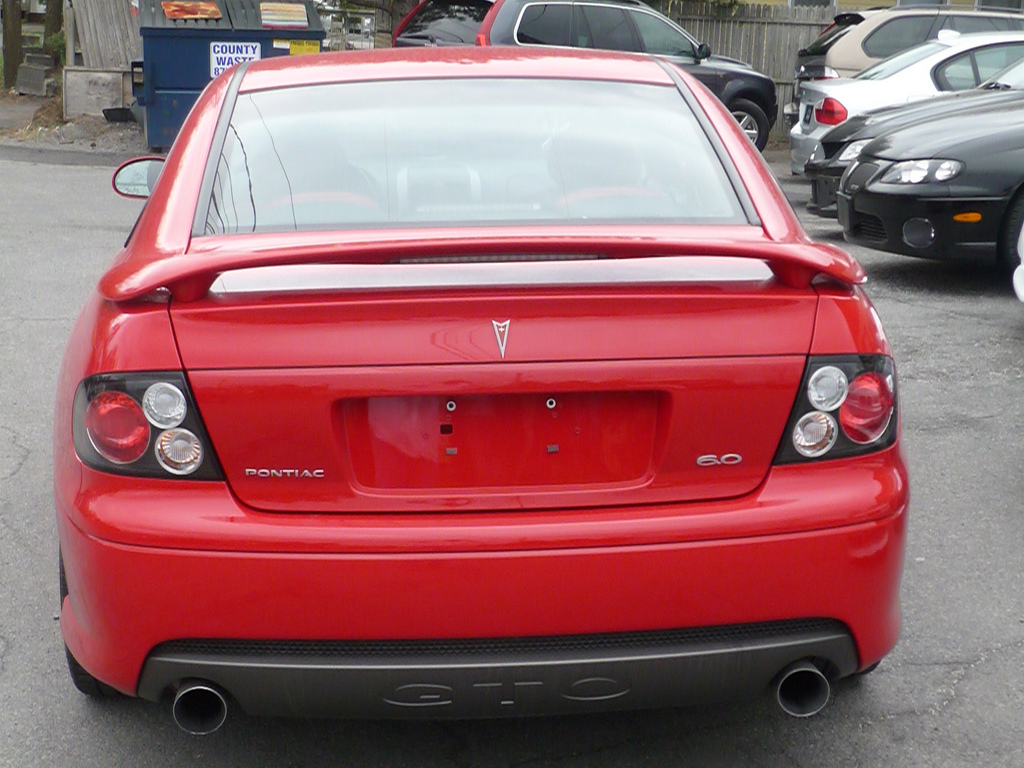
2006年式のリアビュー

2006年式は、ミッドナイト・ブルー・メタリックとイエロー・ジャケットが廃止された一方で、スパイス・レッド・メタリックとブラーゼン・オレンジ・メタリックが車体色に追加された。
ランプ内部がブラックアウト塗装とされたテールランプと、ステアリング・ホイールにイルミネーションとカーオーディオコントローラーが追加され、パワードアロックも変更された。カーエアコン操作パネルもデフォッガー操作ボタンなどの表記が変更された。パワートレインは前年とほとんど変更がなかった。
2006年2月21日、GM-ポンティアック-ビュイックのゼネラルマネージャーであるジョン・ラーソンは、2006年を現世代のGTOの最後の年とし、9月にGTOの輸入を停止させるとディーラーに通達した。彼はGTOの生産中止を決断した理由として、2007年より施行される新しいエアバッグの展開基準にGTOが大幅な改良なしには対応できなかったことを理由として挙げている。しかし、当初の段階で生産年数が3年間として契約されていたので、このような短い年数でのモデル終焉は当初から織り込み済みであったともいわれる。
2006年式の生産台数は13,948台で、前年度よりも若干増加した。2006年6月14日、ボクスホール・モナーロとして製造された最後の生産車がラインオフして5代目GTOはその歴史を終えた。3年間の総生産台数は40,808台であった。

## モータースポーツ
5代目GTOは、ドリフト走行によるモータースポーツカテゴリーであるフォーミュラ・ドリフト（フォーミュラD、アメリカ版D1グランプリ）で、史上初のメーカーワークスドリフト専用マシンとしてエントリーもされ、2008年には吉原大二郎がワークスドライバーとして同マシンを駆り参戦した。

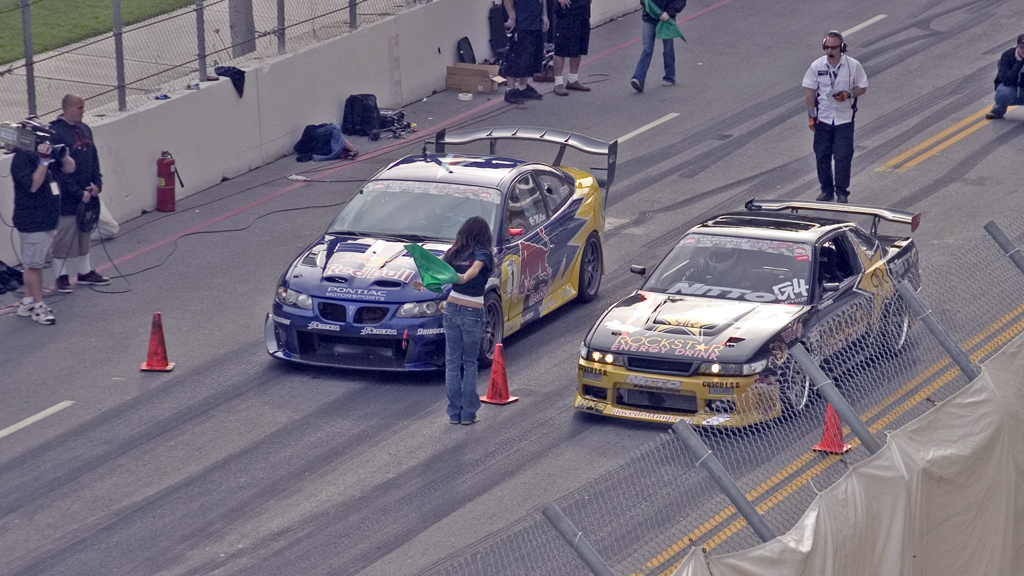
フォーミュラD 2006年シーズン。レッドブル・ポンティアック・GTOとニットー・ロックスター・シルビア(S13)組
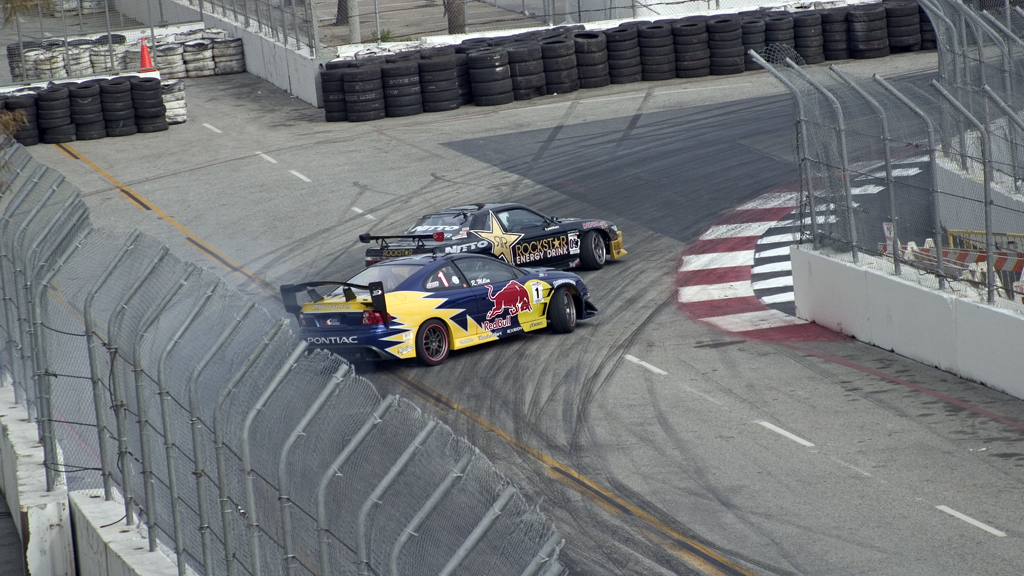
同組による競技走行の様子

また、海外では他に下記のような体制でモータースポーツに参戦していた。
- Joey Scarallo - en:SCCA Pro Racing World Challenge GTシリーズのグループAカテゴリにGTOで出走。[12]
- Battery Tender/MCM Racing - en:Rolex Sports Car Series GTクラスにGTOで参戦。[13]
- David Pearson - NASCARのウインストンカップ(現:スプリントカップ・シリーズ)に1971年式GTOで参戦。[14]